# Audi A4
De Audi A4 is een middenklasser van de Duitse autoproducent Audi. De Audi A4 werd eind 1994 gepresenteerd als opvolger van de succesvolle Audi 80 B4. De A4 heeft de BMW 3-serie en Mercedes C-Klasse als belangrijkste concurrenten.
Omdat elektrische auto's in het Audi-gamma voortaan even nummers moeten gebruiken, staat de tiende generatie van de serie, gepresenteerd in juli 2024, voortaan bekend als de Audi A5 B10.

## Eerste generatie (B5)
Met de komst van de Audi A4 B5 werd een totaal nieuwe Audi geïntroduceerd. Het had zich nu, na de komst van de A6 en daarvoor de A8, definitief als 'premium merk' gemanifesteerd. Naast de sedan versie, de Limousine, kwam er in 1996 een stationwagen versie van de A4 op de markt, de Avant. De B5 (interne fabriekscode Typ 8D) is van 1995 tot 2001 geproduceerd. In 1999 ontving het model nog een facelift om tot de introductie van de nieuwe A4 B6 mee te kunnen.
De B5 deelde zijn basis met de Volkswagen Passat, die op hetzelfde onderstel stond. In de tussentijd heeft het model meerdere aanpassingen ondergaan. De A4 kon geleverd worden met quattro vierwielaandrijving zoals gebruikelijk is bij Audi. Dit systeem maakte gebruik van een Torsen-differentieel met een verhouding van 50:50 (voor:achter). De eerste Tiptronic transmissie van de VAG-groep kwam beschikbaar op dit platform, een vijftraps automatische versnellingsbak die ook met de hand bediend kan worden. De techniek was afkomstig van Porsche die de Tiptronic heeft ontwikkeld.
Ook op motorengebied waren er een aantal vernieuwingen. Volkswagens eerste motor met vijf kleppen per cilinder debuteerde in de A4, de 1,8-liter turbogeladen viercilinder motor met 150 pk. Daarna kwam er nog een 2,8-liter V6-motor met vijf kleppen per cilinder beschikbaar die 193 pk levert. De A4 was verkrijgbaar met twee verschillende dieselmotoren, een 1,9-liter TDI en een 2,5-liter V6 TDI. De eerste dieselmotoren hadden een turbo directe inspuiting via een verdeelpomp. In 1997 kwam de Audi S4 beschikbaar met 2,7-liter V6 turbomotor.

### Facelift
Voor het modeljaar 1999 kreeg de A4 een lichte facelift. Ook werd er een nieuwe motor geïntroduceerd, een 2,4-liter V6 motor met vijf kleppen per cilinder die de oude 2.6-liter V6 verving. In 2000 werd de 1.9 TDI met 110 pk vervangen door een nieuwe 1.9 TDI met 115 pk met pompverstuiver techniek. Ook werd er nog een tweede opgevoerde 1,8-liter turbomotor geïntroduceerd met 180 pk.
Tevens kwam in 1999 de eerste Audi RS4 op de markt als vervanger voor de Audi RS2. Deze had een verder opgevoerde 2,7-liter V6-motor van de S4 maar dan met 380 pk.

### Motoren
Gegevens van de basismodellen:
Benzine
| A4 Limousine      | A4 Limousine | A4 Limousine | A4 Limousine | A4 Limousine   | A4 Limousine   | A4 Limousine    | A4 Limousine   | A4 Limousine |
| Type              | Motor        | Vermogen     | Koppel       | Aandrijving    | Gewicht        | 0-100 km/h      | Topsnelheid    | Jaartal      |
| ----------------- | ------------ | ------------ | ------------ | -------------- | -------------- | --------------- | -------------- | ------------ |
| 1.6               | 4-in-lijn    | 101 pk       | 140 Nm       | voor           | 1170 kg        | 11,9 s          | 191 km/h       | 1995 - 2001  |
| 1.8 5V            | 4-in-lijn    | 125 pk       | 173 Nm       | voor / quattro | 1200 / 1305 kg | 10,5 s / 10,8 s | 205 / 202 km/h | 1995 - 2001  |
| 1.8 T 5V          | 4-in-lijn    | 150 pk       | 210 Nm       | voor / quattro | 1195 / 1315 kg | 8,3 s / 8,4 s   | 222 / 220 km/h | 1995 - 2001  |
| 2.6               | V6           | 150 pk       | 225 Nm       | voor / quattro | 1260 / 1380 kg | 9,1 / 9,1 s     | 220 / 218 km/h | 1995 - 1997  |
| 2.4 5v            | V6           | 165 pk       | 230 Nm       | voor / quattro | 1275 / 1380 kg | 8,2 / 8,2 s     | 226 / 224 km/h | 1997 - 2001  |
| 2.8               | V6           | 174 pk       | 250 Nm       | voor / quattro | 1275 / 1385 kg | 8,2 / 8,1 s     | 230 / 229 km/h | 1995 - 1996  |
| 2.8 5V            | V6           | 193 pk       | 280 Nm       | voor / quattro | 1285 / 1400 kg | 7,3 / 7,3 s     | 240 / 238 km/h | 1996 - 2001  |
| 2.7 bi turbo (S4) | V6           | 265 pk       | 400 Nm       | quattro        | 1515 kg        | 5,7 s           | 250 km/h       | 1997 - 2001  |

| A4 Avant           | A4 Avant  | A4 Avant | A4 Avant | A4 Avant       | A4 Avant       | A4 Avant        | A4 Avant       | A4 Avant    |
| ------------------ | --------- | -------- | -------- | -------------- | -------------- | --------------- | -------------- | ----------- |
| 1.6                | 4-in-lijn | 101 pk   | 140 Nm   | voor           | 1175 kg        | 12,1 s          | 187 km/h       | 1995 - 2001 |
| 1.8 5V             | 4-in-lijn | 125 pk   | 173 Nm   | voor / quattro | 1265 / 1360 kg | 10,7 s / 11,0 s | 201 / 198 km/h | 1995 - 2001 |
| 1.8 T 5V           | 4-in-lijn | 150 pk   | 210 Nm   | voor / quattro | 1270 / 1365 kg | 8,5 s / 8,5 s   | 218 / 216 km/h | 1995 - 2001 |
| 2.6                | V6        | 150 pk   | 225 Nm   | voor / quattro | 1300 / 1410 kg | 8,9 / 8,9 s     | 216 / 214 km/h | 1995 - 1997 |
| 2.4 5v             | V6        | 165 pk   | 230 Nm   | voor / quattro | 1320 / 1425 kg | 8,4 / 8,4 s     | 222 / 220 km/h | 1997 - 2001 |
| 2.8 5V             | V6        | 193 pk   | 280 Nm   | voor / quattro | 1320 / 1430 kg | 7,4 / 7,4 s     | 236 / 234 km/h | 1996 - 2001 |
| 2.7 bi turbo (S4)  | V6        | 265 pk   | 400 Nm   | quattro        | 1540 kg        | 5,7 s           | 250 km/h       | 1997 - 2001 |
| 2.7 bi turbo (RS4) | V6        | 380 pk   | 440 Nm   | quattro        | 1620 kg        | 4,9 s           | 250 km/h       | 2000 - 2001 |

Diesel
| A4 Limousine | A4 Limousine | A4 Limousine | A4 Limousine | A4 Limousine   | A4 Limousine   | A4 Limousine    | A4 Limousine   | A4 Limousine |
| Type         | Motor        | Vermogen     | Koppel       | Aandrijving    | Gewicht        | 0-100 km/h      | Topsnelheid    | Jaartal      |
| ------------ | ------------ | ------------ | ------------ | -------------- | -------------- | --------------- | -------------- | ------------ |
| 1.9 DI       | 4-in-lijn    | 75 pk        | 150 Nm       | voor           | 1215 kg        | 15,9 s          | 172 km/h       | 1996 - 1999  |
| 1.9 TDI      | 4-in-lijn    | 90 pk        | 202 Nm       | voor           | 1215 kg        | 13,3 s          | 183 km/h       | 1995 - 2001  |
| 1.9 TDI      | 4-in-lijn    | 110 pk       | 225 Nm       | voor / quattro | 1240 / 1350 kg | 11,3 s / 11,7 s | 196 / 194 km/h | 1995 - 2000  |
| 1.9 TDI      | 4-in-lijn    | 115 pk       | 285 Nm       | voor / quattro | 1260 / 1400 kg | 10,5 s / 10,9 s | 200 / 196 km/h | 2000 - 2001  |
| 2.5 TDI      | V6           | 150 pk       | 310 Nm       | voor / quattro | 1355 / 1465 kg | 9,0 s / 9,4 s   | 222 / 216 km/h | 1998 - 2001  |

| A4 Avant | A4 Avant  | A4 Avant | A4 Avant | A4 Avant       | A4 Avant       | A4 Avant        | A4 Avant       | A4 Avant    |
| -------- | --------- | -------- | -------- | -------------- | -------------- | --------------- | -------------- | ----------- |
| 1.9 TDI  | 4-in-lijn | 90 pk    | 202 Nm   | voor           | 1285 kg        | 13,6 s          | 180 km/h       | 1995 - 2001 |
| 1.9 TDI  | 4-in-lijn | 110 pk   | 225 Nm   | voor / quattro | 1285 / 1385 kg | 11,5 s / 11,9 s | 192 / 190 km/h | 1995 - 2000 |
| 1.9 TDI  | 4-in-lijn | 115 pk   | 285 Nm   | voor / quattro | 1295 / 1435 kg | 11,5 s / 11,1 s | 192 / 192 km/h | 2000 - 2001 |
| 2.5 TDI  | V6        | 150 pk   | 310 Nm   | voor / quattro | 1405 / 1510 kg | 9,2 s / 9,6 s   | 218 / 212 km/h | 1998 - 2001 |

## Tweede generatie (B6)

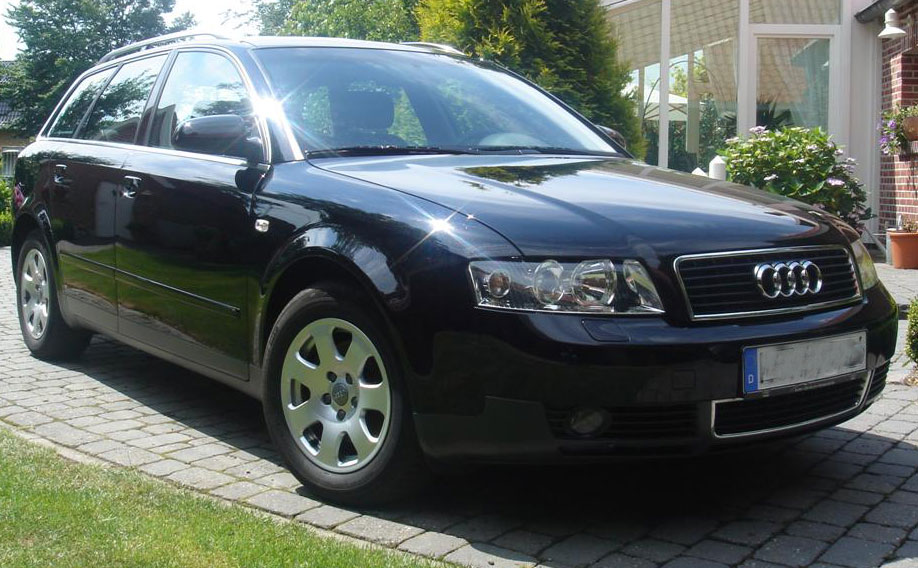
Audi A4 Avant B6

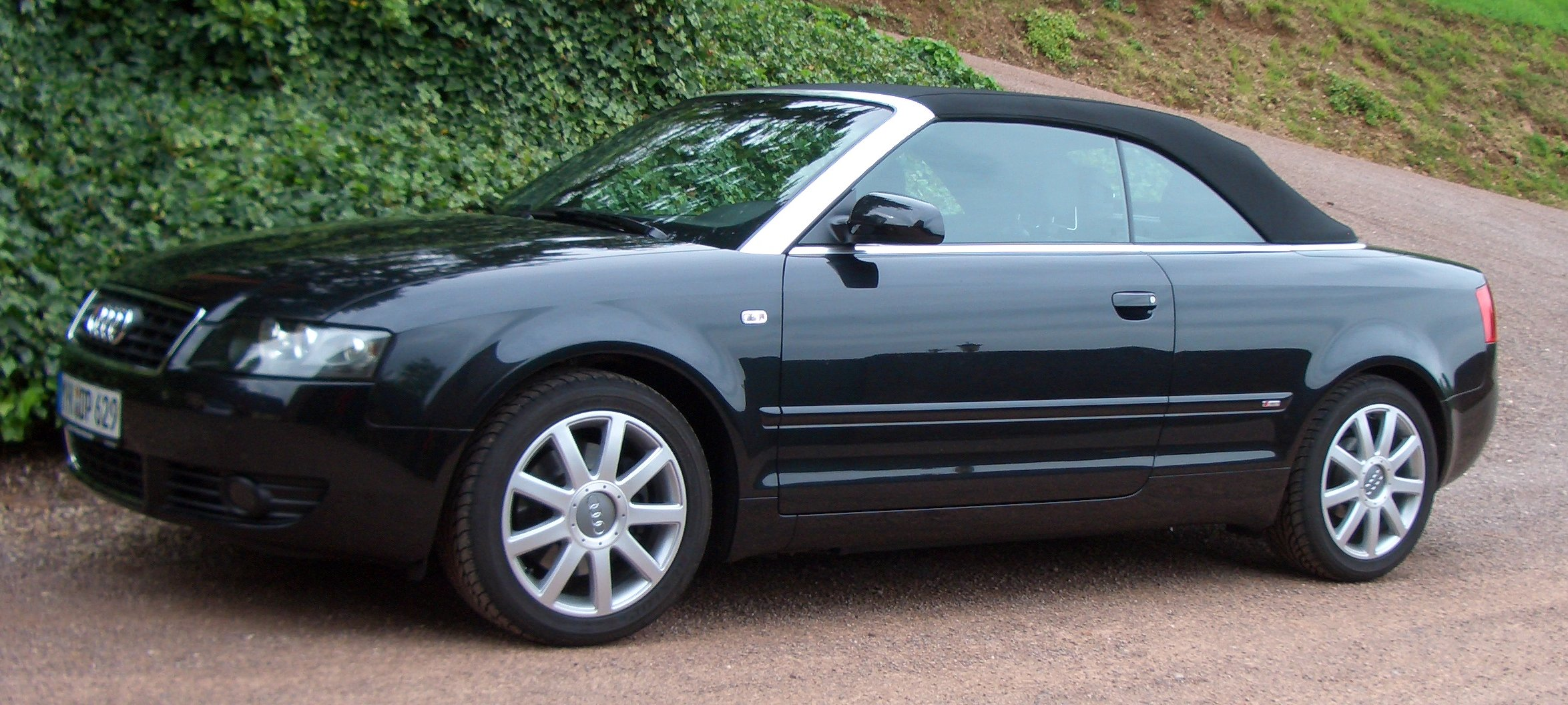
Audi A4 Cabrio B6

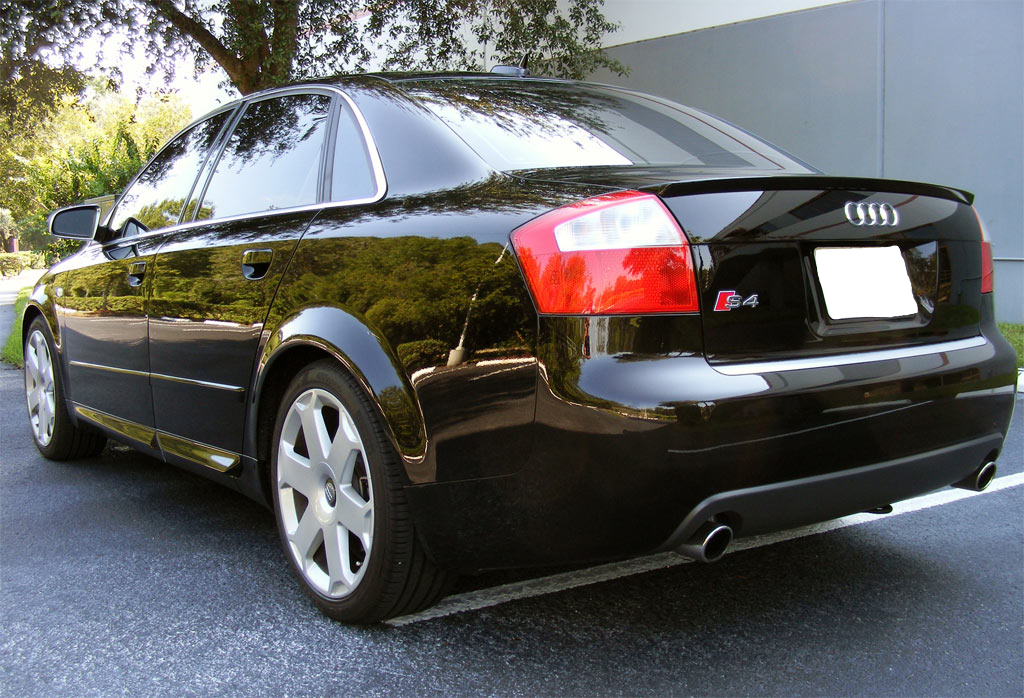
Audi S4 B6

In 2001 werd de Audi A4 B6 (interne fabriekscode Typ 8E/8H) geïntroduceerd. De stijl was geïnspireerd op die van de Audi A6 C5 maar ook de Avant was duidelijk een evolutie van de B5. In 2002 werd de A4 Cabriolet geïntroduceerd als vervanger voor de Audi Cabriolet die nog tot 2000 op basis van de Audi 80 B4 geproduceerd werd.
De quattro vierwielaandrijving bleef hetzelfde als zijn voorganger. Nieuw voor de A4 was de Multitronic transmissie die in de A6 debuteerde. Dit is een door Audi ontwikkelde continu variabele transmissie die de met Tiptronic uitgeruste modellen met voorwielaandrijving verving. De Multitronic was uitsluitend beschikbaar voor de lichtere motoren omdat de transmissie een maximaal koppel van 310 Nm aankan.
Bij de introductie van de A4 B6 werden naast enkele motoren uit het vorige model ook een aantal nieuwe motoren beschikbaar. Dit waren een 2,0-liter viercilinder met vijfkleppentechniek en een 3,0-liter V6-motor eveneens met vijf kleppen per cilinder. De 1,9-liter TDI-motoren maakten gebruik van pompverstuiver techniek en de oude 2,5-liter V6 TDI met twee kleppen per cilinder is vervangen voor één met vier kleppen per cilinder in drie vermogensvarianten. In 2002 werd er een 2,0-liter benzinemotor met directe inspuiting geïntroduceerd (Fuel Stratified Injection). Tevens werden dat jaar de 1,8-liter turbomotoren opgevoerd naar 163 pk en 190 pk.

### S4
In 2003 kwam Audi met een nieuwe S4. Deze had een 344 pk sterke 4,2-liter V8-motor met vijf kleppen per cilinder onder andere bekend uit de A6 en A8. De S4 was zowel in Limousine en Avant als in Cabriolet versie leverbaar. Een RS-versie is van dit model nooit geproduceerd.

### Motoren
Gegevens van de basismodellen:
Benzine
| A4 Limousine | A4 Limousine | A4 Limousine | A4 Limousine | A4 Limousine   | A4 Limousine   | A4 Limousine | A4 Limousine   | A4 Limousine |
| Type         | Motor        | Vermogen     | Koppel       | Aandrijving    | Gewicht        | 0-100 km/h   | Topsnelheid    | Jaartal      |
| ------------ | ------------ | ------------ | ------------ | -------------- | -------------- | ------------ | -------------- | ------------ |
| 1.8          | 4-in-lijn    | 102 pk       | 148 Nm       | voor           | 1270 kg        | 12,9 s       | 190 km/h       | 2001 - 2004  |
| 2.0          | 4-in-lijn    | 130 pk       | 195 Nm       | voor           | 1285 kg        | 9,9 s        | 212 km/h       | 2001 - 2004  |
| 2.0          | 4-in-lijn    | 150 pk       | 200 Nm       | voor           | 1325 kg        | 9,6 s        | 218 km/h       | 2002 - 2004  |
| 1.8 T 5V     | 4-in-lijn    | 150 pk       | 210 Nm       | voor / quattro | 1350 / 1430 kg | 8,9 / 8,9 s  | 222 / 220 km/h | 2001 - 2004  |
| 1.8 T 5V     | 4-in-lijn    | 163 pk       | 225 Nm       | voor / quattro | 1355 / 1435 kg | 8,6 / 8,7 s  | 228 / 226 km/h | 2002 - 2004  |
| 1.8 T 5V     | 4-in-lijn    | 190 pk       | 240 Nm       | voor / quattro | 1395 / 1475 kg | 8,2 / 8,3 s  | 236 / 234 km/h | 2003 - 2004  |
| 2.4          | V6           | 170 pk       | 230 Nm       | voor           | 1405 kg        | 8,8 s        | 226 km/h       | 2001 - 2004  |
| 3.0          | V6           | 220 pk       | 300 Nm       | voor / quattro | 1400 / 1490 kg | 6,9 / 6,9 s  | 245 / 243 km/h | 2001 - 2004  |
| 4.2 (S4)     | V8           | 344 pk       | 410 Nm       | quattro        | 1585 kg        | 5,6 s        | 250 km/h       | 2003 - 2004  |

| A4 Avant | A4 Avant  | A4 Avant | A4 Avant | A4 Avant       | A4 Avant       | A4 Avant    | A4 Avant       | A4 Avant    |
| -------- | --------- | -------- | -------- | -------------- | -------------- | ----------- | -------------- | ----------- |
| 1.8      | 4-in-lijn | 102 pk   | 148 Nm   | voor           | 1325 kg        | 13,2 s      | 186 km/h       | 2001 - 2004 |
| 2.0      | 4-in-lijn | 130 pk   | 195 Nm   | voor           | 1340 kg        | 10,2 s      | 208 km/h       | 2001 - 2004 |
| 2.0      | 4-in-lijn | 150 pk   | 200 Nm   | voor           | 1380 kg        | 9,9 s       | 214 km/h       | 2002 - 2004 |
| 1.8 T 5V | 4-in-lijn | 150 pk   | 210 Nm   | voor / quattro | 1405 / 1485 kg | 9,1 / 9,1 s | 219 / 217 km/h | 2001 - 2004 |
| 1.8 T 5V | 4-in-lijn | 163 pk   | 225 Nm   | voor / quattro | 1410 / 1490 kg | 8,8 / 8,9 s | 225 / 223 km/h | 2002 - 2004 |
| 1.8 T 5V | 4-in-lijn | 190 pk   | 240 Nm   | voor / quattro | 1450 / 1530 kg | 8,4 / 8,5 s | 232 / 230 km/h | 2003 - 2004 |
| 2.4      | V6        | 170 pk   | 230 Nm   | voor           | 1470 kg        | 9,0 s       | 223 km/h       | 2002 - 2004 |
| 3.0      | V6        | 220 pk   | 300 Nm   | voor / quattro | 1455 / 1545 kg | 7,1 / 7,3 s | 243 / 241 km/h | 2001 - 2004 |
| 4.2 (S4) | V8        | 344 pk   | 410 Nm   | quattro        | 1645 kg        | 5,8 s       | 250 km/h       | 2003 - 2004 |

| A4 Cabriolet | A4 Cabriolet | A4 Cabriolet | A4 Cabriolet | A4 Cabriolet   | A4 Cabriolet   | A4 Cabriolet | A4 Cabriolet   | A4 Cabriolet |
| ------------ | ------------ | ------------ | ------------ | -------------- | -------------- | ------------ | -------------- | ------------ |
| 2.0          | 4-in-lijn    | 130 pk       | 195 Nm       | voor           | 1520 kg        | 10,9 s       | 208 km/h       | 2005 - 2005  |
| 1.8 T 5V     | 4-in-lijn    | 163 pk       | 225 Nm       | voor / quattro | 1540 / 1630 kg | 9,4 / 9,5 s  | 226 / 222 km/h | 2003 - 2005  |
| 2.4          | V6           | 170 pk       | 230 Nm       | voor           | 1575 kg        | 9,7 s        | 224 km/h       | 2003 - 2005  |
| 3.0          | V6           | 220 pk       | 300 Nm       | voor / quattro | 1580 / 1675 kg | 7,8 / 7,9 s  | 243 / 241 km/h | 2002 - 2005  |
| 4.2 (S4)     | V8           | 344 pk       | 410 Nm       | quattro        | 1855 kg        | 5,9 s        | 250 km/h       | 2004 - 2005  |

Diesel
| A4 Limousine | A4 Limousine | A4 Limousine | A4 Limousine | A4 Limousine   | A4 Limousine   | A4 Limousine | A4 Limousine   | A4 Limousine |
| Type         | Motor        | Vermogen     | Koppel       | Aandrijving    | Gewicht        | 0-100 km/h   | Topsnelheid    | Jaartal      |
| ------------ | ------------ | ------------ | ------------ | -------------- | -------------- | ------------ | -------------- | ------------ |
| 1.9 TDI      | 4-in-lijn    | 100 pk       | 250 Nm       | voor           | 1350 kg        | 12,1 s       | 195 km/h       | 2001 - 2004  |
| 1.9 TDI      | 4-in-lijn    | 115 pk       | 285 Nm       | voor           | 1365 kg        | 11,2 s       | 201 km/h       | 2004 - 2004  |
| 1.9 TDI      | 4-in-lijn    | 130 pk       | 285 Nm       | voor / quattro | 1370 / 1460 kg | 9,9 / 10,3 s | 207 / 204 km/h | 2001 - 2004  |
| 2.5 TDI      | V6           | 155 pk       | 310 Nm       | voor           | 1480 kg        | 9,4 s        | 221 km/h       | 2001 - 2002  |
| 2.5 TDI      | V6           | 163 pk       | 310 Nm       | voor           | 1480 kg        | 8,9 s        | 227 km/h       | 2002 - 2004  |
| 2.5 TDI      | V6           | 180 pk       | 370 Nm       | quattro        | 1565 kg        | 8,6 s        | 225 km/h       | 2001 - 2004  |

| A4 Avant | A4 Avant  | A4 Avant | A4 Avant | A4 Avant       | A4 Avant       | A4 Avant      | A4 Avant       | A4 Avant    |
| -------- | --------- | -------- | -------- | -------------- | -------------- | ------------- | -------------- | ----------- |
| 1.9 TDI  | 4-in-lijn | 100 pk   | 250 Nm   | voor           | 1405 kg        | 12,5 s        | 191 km/h       | 2001 - 2004 |
| 1.9 TDI  | 4-in-lijn | 115 pk   | 285 Nm   | voor           | 1420 kg        | 11,5 s        | 197 km/h       | 2004 - 2004 |
| 1.9 TDI  | 4-in-lijn | 130 pk   | 285 Nm   | voor / quattro | 1425 / 1515 kg | 10,1 / 10,6 s | 204 / 202 km/h | 2001 - 2004 |
| 2.5 TDI  | V6        | 155 pk   | 310 Nm   | voor           | 1535 kg        | 9,6 s         | 219 km/h       | 2001 - 2002 |
| 2.5 TDI  | V6        | 163 pk   | 310 Nm   | voor           | 1535 kg        | 9,1 s         | 225 km/h       | 2002 - 2004 |
| 2.5 TDI  | V6        | 180 pk   | 370 Nm   | quattro        | 1620 kg        | 8,7 s         | 222 km/h       | 2001 - 2004 |

| A4 Cabriolet | A4 Cabriolet | A4 Cabriolet | A4 Cabriolet | A4 Cabriolet | A4 Cabriolet | A4 Cabriolet | A4 Cabriolet | A4 Cabriolet |
| ------------ | ------------ | ------------ | ------------ | ------------ | ------------ | ------------ | ------------ | ------------ |
| 2.5 TDI      | V6           | 163 pk       | 310 Nm       | voor         | 1610 kg      | 9,9 s        | 226 km/h     | 2002 - 2005  |

## Derde generatie (B7)

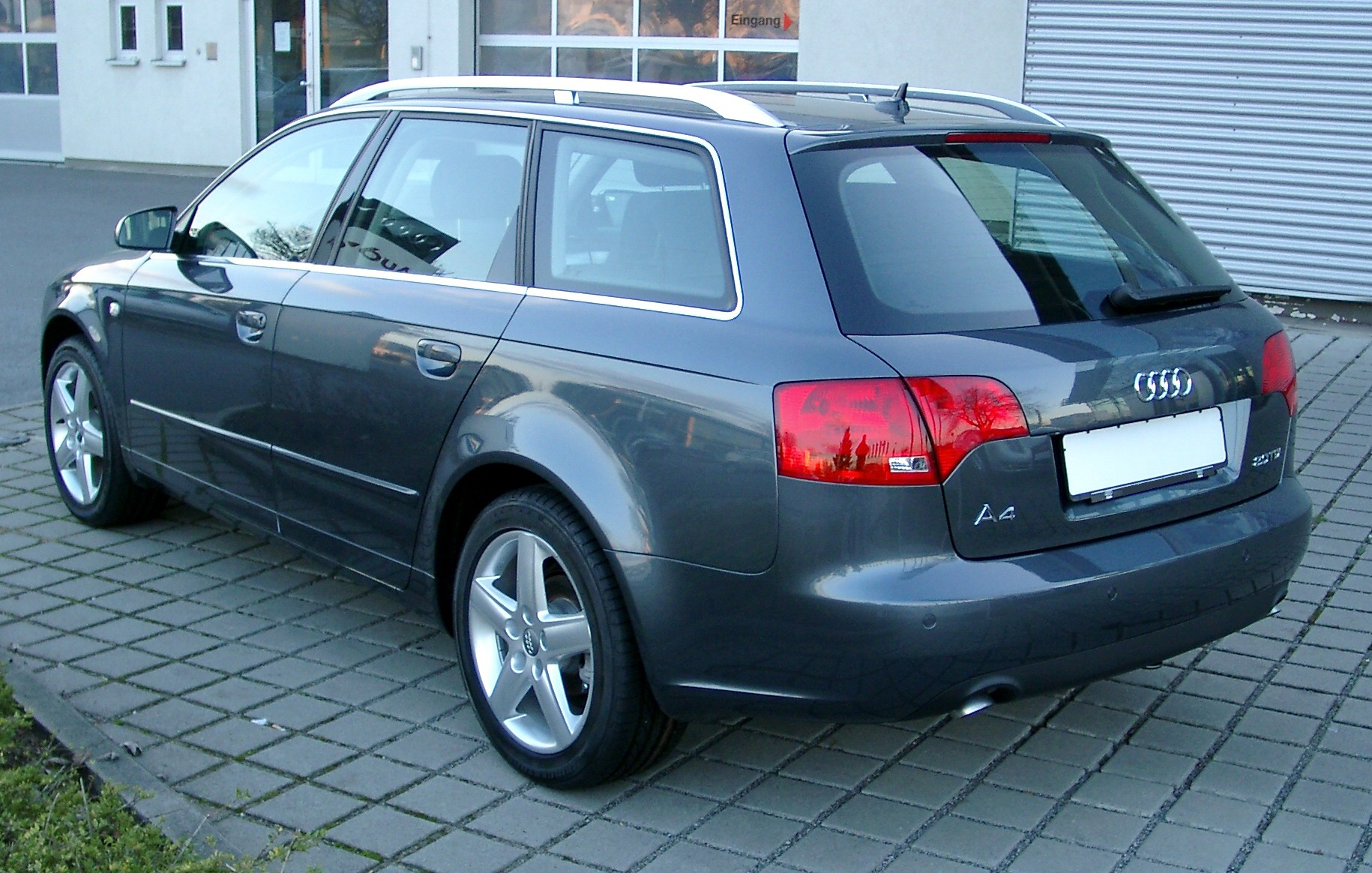
Audi A4 B7 Avant

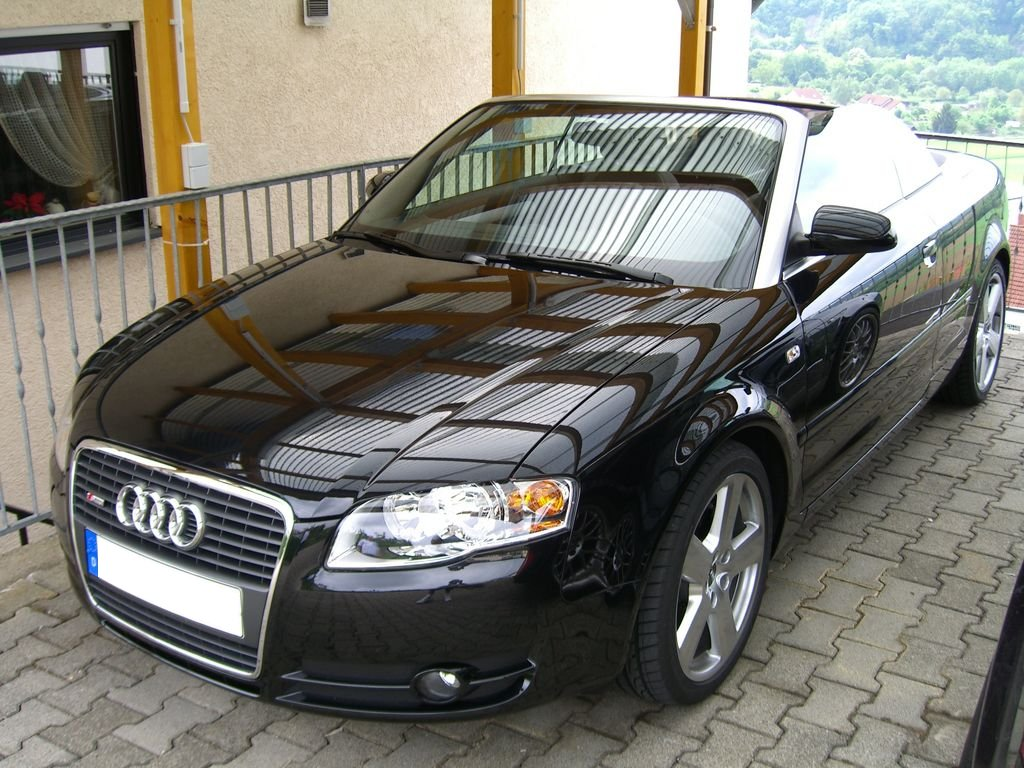
Audi A4 B7 Cabriolet

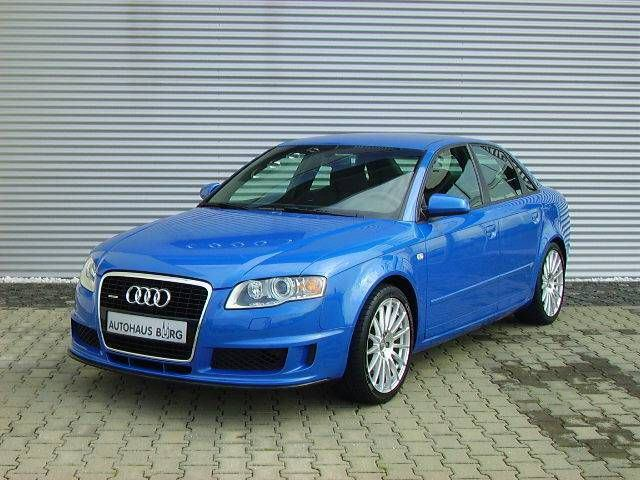
Audi A4 DTM Edition

In 2004 werd de Audi A4 andermaal aangepast. Hoewel Audi claimde dat het om een totaal nieuw model ging, was in de Audi A4 B7 duidelijk de B6 te herkennen. De A4 B7 staat dus nog gewoon op het B6 platform en ook de interne type benaming (Typ 8E/8H) bleef onveranderd aan dat van het vorige model. De Limousine en Avant eind 2004 verschenen tegelijk. De Cabriolet van dit model verscheen een jaar later, de levering startte begin 2006.
Opvallendste veranderingen was de op de Audi A8 geïntroduceerde single-frame grille, de nieuwe koplampen en de nieuwe achterlichtunits. De quattro aandrijving bleef onveranderd op de RS4 na. De standaard vijfversnellingsbakken werden vervangen voor zesbakken en de vijftraps Tiptronic transmissie werd een zestraps exemplaar. De Multitronic transmissie was, net zoals hier voor, uitsluitend voor voorwielaangedreven modellen. Ook werd de Multitronic-versnellingsbak onder handen genomen zodat deze voortaan een maximaal koppel van 400 Nm aan kan in plaats van de 310 Nm van de eerste generatie. Het resultaat was dat zelfs de 2.7 V6 TDI met Multitronic geleverd kon worden.
De basismotoren bleven onveranderd maar na de 1.8 turbo van 163 pk kwam een 2,0-liter Turbo FSI van 200 pk in het gamma, gevolgd door een nieuwe 3,2-liter V6 FSI-motor met 255 pk. De dieselmotoren waren een 115 pk sterke 1,9-liter TDI gevolgd door een nieuwe 2,0-liter TDI-motor van 140 pk. Tevens kwam er bij de introductie van de A4 een geheel nieuwe motor beschikbaar, een drieliter V6 TDI met common-rail inspuiting. Deze heeft 204 pk (later 233pk) en standaard quattro-aandrijving. Tot 2006 was er nog de 2,5-liter V6 TDI leverbaar die vervangen werd door een 2,7-liter V6 TDI met eveneens common-rail die 180 pk levert. Deze motor is een afgeleide versie van de drieliter TDI met een andere krukas. Ook verscheen in 2006 nog een krachtigere variant van de tweeliter TDI met 170 pk die gebruikmaakt van piëzo-injectoren.

### S4 en RS4
In 2005 kwam de S4 beschikbaar met dezelfde motor als zijn voorganger, een 4,2-liter V8 met 344 pk. Voor het eerste bracht Audi de RS4 uit als sedan met een hoogtoerige V8-motor met directe benzine inspuiting die 420 pk levert. De V8 FSI heeft in plaats van vijf weer vier kleppen per cilinder gekregen. De RS4 volgde later nog als Avant en Cabriolet.

### DTM Edition
In 2005 is er ook een speciale versie in gelimiteerde oplage gebouwd. Dit model is naar aanleiding van de winst in de DTM in 2004 op de markt gebracht. De wagen kreeg de naam Audi A4 DTM Edition en had een opgevoerde versie van de 2,0-liter viercilinder turbo FSI-motor met een vermogen van 220 pk en een koppel van 300 Nm. Van de DTM Edition kwamen er 75 exemplaren beschikbaar in Nederland. De auto heeft onder andere een aangepast vijfline sportonderstel, een nieuwe voor- en achterbumper met grotere koelsleuven en een zwart gespoten grille, een carbon spoiler op de achterklep, een diffusor met twee uitlaten van elk 10 cm doorsnee en standaard 15-spaaks lichtmetalen velgen van 18 inch. Het interieur werd voorzien van Recaro-stoelen deels bekleed in leder en nardia. Ook zijn er carbonaccenten in het interieur aanwezig zoals de deurenlijsten, middenconsole, asbak. De remmen werden vooraan verstevigd met 320 mm grote geperforeerde remschijven.
De DTM Edition was in Nederland alleen verkrijgbaar met quattro-aandrijving, in Duitsland was deze ook leverbaar met voorwielaandrijving. De quattro sprint in 6,9 seconden naar de 100 km/h en heeft een topsnelheid van 244 km/h. De voorwielaangedreven uitvoering heeft 7,1 seconden nodig naar de 100 km/h en heeft een topsnelheid van 247 km/h.

### Motoren
Gegevens van de basismodellen:
Benzine
| A4 Limousine  | A4 Limousine | A4 Limousine | A4 Limousine | A4 Limousine   | A4 Limousine   | A4 Limousine | A4 Limousine   | A4 Limousine |
| Type          | Motor        | Vermogen     | Koppel       | Aandrijving    | Gewicht        | 0-100 km/h   | Topsnelheid    | Jaartal      |
| ------------- | ------------ | ------------ | ------------ | -------------- | -------------- | ------------ | -------------- | ------------ |
| 1.8           | 4-in-lijn    | 102 pk       | 148 Nm       | voor           | 1300 kg        | 12,6 s       | 190 km/h       | 2004 - 2007  |
| 2.0           | 4-in-lijn    | 130 pk       | 195 Nm       | voor           | 1340 kg        | 9,9 s        | 212 km/h       | 2004 - 2007  |
| 1.8 T         | 4-in-lijn    | 163 pk       | 225 Nm       | voor / quattro | 1390 / 1470 kg | 8,6 / 8,7 s  | 228 / 226 km/h | 2004 - 2007  |
| 2.0 TFSIe     | 4-in-lijn    | 170 pk       | 280 Nm       | voor           | 1340 kg        | 8,3 s        | 230 km/h       | 2007 - 2007  |
| 2.0 TFSI      | 4-in-lijn    | 200 pk       | 280 Nm       | voor / quattro | 1410 / 1490 kg | 7,3 / 7,2 s  | 241 / 238 km/h | 2004 - 2007  |
| 2.0 TFSI(DTM) | 4-in-lijn    | 220 pk       | 300 Nm       | quattro        | 1520 kg        | 6,9 s        | 244 km/h       | 2005 - 2007  |
| 3.2 FSI       | V6           | 256 pk       | 330 Nm       | voor / quattro | 1490 / 1540 kg | 6,8 / 6,4 s  | 250 / 250 km/h | 2004 - 2007  |
| 4.2 (S4)      | V8           | 344 pk       | 410 Nm       | quattro        | 1660 kg        | 5,6 s        | 250 km/h       | 2005 - 2007  |
| 4.2 (RS4)     | V8           | 420 pk       | 430 Nm       | quattro        | 1650 kg        | 4,8 s        | 250 km/h       | 2005 - 2007  |

| A4 Avant  | A4 Avant  | A4 Avant | A4 Avant | A4 Avant       | A4 Avant       | A4 Avant    | A4 Avant       | A4 Avant    |
| --------- | --------- | -------- | -------- | -------------- | -------------- | ----------- | -------------- | ----------- |
| 1.8       | 4-in-lijn | 102 pk   | 148 Nm   | voor           | 1360 kg        | 13,0 s      | 186 km/h       | 2004 - 2008 |
| 2.0       | 4-in-lijn | 130 pk   | 195 Nm   | voor           | 1400 kg        | 10,1 s      | 208 km/h       | 2004 - 2008 |
| 1.8 T     | 4-in-lijn | 163 pk   | 225 Nm   | voor / quattro | 1450 / 1520 kg | 8,8 / 8,9 s | 225 / 223 km/h | 2004 - 2008 |
| 2.0 TFSIe | 4-in-lijn | 170 pk   | 280 Nm   | voor           | 1470 kg        | 8,6 s       | 235 km/h       | 2007 - 2008 |
| 2.0 TFSI  | 4-in-lijn | 200 pk   | 280 Nm   | voor / quattro | 1485 / 1540 kg | 7,6 / 7,5 s | 241 / 238 km/h | 2004 - 2007 |
| 3.2 FSI   | V6        | 256 pk   | 330 Nm   | voor / quattro | 1550 / 1590 kg | 7,0 / 6,6 s | 245 / 250 km/h | 2004 - 2008 |
| 4.2 (S4)  | V8        | 344 pk   | 410 Nm   | quattro        | 1720 kg        | 5,8 s       | 250 km/h       | 2005 - 2008 |
| 4.2 (RS4) | V8        | 420 pk   | 430 Nm   | quattro        | 1710 kg        | 4,9 s       | 250 km/h       | 2006- 2008  |

| A4 Cabriolet | A4 Cabriolet | A4 Cabriolet | A4 Cabriolet | A4 Cabriolet   | A4 Cabriolet   | A4 Cabriolet | A4 Cabriolet   | A4 Cabriolet |
| ------------ | ------------ | ------------ | ------------ | -------------- | -------------- | ------------ | -------------- | ------------ |
| 1.8 T        | 4-in-lijn    | 163 pk       | 225 Nm       | voor           | 1540 kg        | 9,4 s        | 226 km/h       | 2005 - 2008  |
| 2.0 TFSI     | 4-in-lijn    | 200 pk       | 280 Nm       | voor           | 1600 kg        | 7,9 s        | 238 km/h       | 2007 - 2008  |
| 3.2 FSI      | V6           | 256 pk       | 330 Nm       | voor / quattro | 1660 / 1695 kg | 7,2 / 6,8 s  | 250 / 250 km/h | 2005 - 2008  |
| 4.2 (S4)     | V8           | 344 pk       | 410 Nm       | quattro        | 1845 kg        | 5,9 s        | 250 km/h       | 2005 - 2008  |
| 4.2 (RS4)    | V8           | 420 pk       | 430 Nm       | quattro        | 1855 kg        | 4,9 s        | 250 km/h       | 2006- 2008   |

Diesel
| A4 Limousine | A4 Limousine | A4 Limousine | A4 Limousine | A4 Limousine   | A4 Limousine   | A4 Limousine | A4 Limousine   | A4 Limousine |
| Type         | Motor        | Vermogen     | Koppel       | Aandrijving    | Gewicht        | 0-100 km/h   | Topsnelheid    | Jaartal      |
| ------------ | ------------ | ------------ | ------------ | -------------- | -------------- | ------------ | -------------- | ------------ |
| 1.9 TDI      | 4-in-lijn    | 115 pk       | 285 Nm       | voor           | 1390 kg        | 11,2 s       | 201 km/h       | 2004 - 2007  |
| 2.0 TDI      | 4-in-lijn    | 140 pk       | 320 Nm       | voor / quattro | 1430 / 1500 kg | 9,7 / 9,7 s  | 212 / 207 km/h | 2004 - 2007  |
| 2.0 TDI      | 4-in-lijn    | 170 pk       | 350 Nm       | voor / quattro | 1450 / 1530 kg | 8,6 / 8,5 s  | 228 / 224 km/h | 2006 - 2007  |
| 2.5 TDI      | V6           | 163 pk       | 350 Nm       | voor           | 1520 kg        | 8,8 s        | 227 km/h       | 2004 - 2006  |
| 2.7 TDI      | V6           | 180 pk       | 380 Nm       | voor           | 1540 kg        | 8,4 s        | 230 km/h       | 2006 - 2007  |
| 3.0 TDI      | V6           | 204 pk       | 450 Nm       | quattro        | 1610 kg        | 7,2 s        | 235 km/h       | 2004 - 2006  |
| 3.0 TDI      | V6           | 233 pk       | 450 Nm       | quattro        | 1610 kg        | 6,8 s        | 245 km/h       | 2006 - 2007  |

| A4 Avant | A4 Avant  | A4 Avant | A4 Avant | A4 Avant       | A4 Avant       | A4 Avant     | A4 Avant       | A4 Avant    |
| -------- | --------- | -------- | -------- | -------------- | -------------- | ------------ | -------------- | ----------- |
| 1.9 TDI  | 4-in-lijn | 115 pk   | 285 Nm   | voor           | 1450 kg        | 11,5 s       | 197 km/h       | 2004 - 2008 |
| 2.0 TDI  | 4-in-lijn | 140 pk   | 320 Nm   | voor / quattro | 1490 / 1560 kg | 9,9 / 10,0 s | 207 / 203 km/h | 2004 - 2008 |
| 2.0 TDI  | 4-in-lijn | 170 pk   | 350 Nm   | voor / quattro | 1510 / 1580 kg | 8,8 / 8,8 s  | 222 / 216 km/h | 2006 - 2008 |
| 2.5 TDI  | V6        | 163 pk   | 350 Nm   | voor           | 1580 kg        | 9,0 s        | 224 km/h       | 2004 - 2006 |
| 2.7 TDI  | V6        | 180 pk   | 380 Nm   | voor           | 1600 kg        | 8,6 s        | 224 km/h       | 2006 - 2008 |
| 3.0 TDI  | V6        | 204 pk   | 450 Nm   | quattro        | 1660 kg        | 7,4 s        | 231 km/h       | 2004 - 2006 |
| 3.0 TDI  | V6        | 233 pk   | 450 Nm   | quattro        | 1660 kg        | 7,0 s        | 241 km/h       | 2006 - 2008 |

| A4 Cabriolet | A4 Cabriolet | A4 Cabriolet | A4 Cabriolet | A4 Cabriolet | A4 Cabriolet | A4 Cabriolet | A4 Cabriolet | A4 Cabriolet |
| ------------ | ------------ | ------------ | ------------ | ------------ | ------------ | ------------ | ------------ | ------------ |
| 2.0 TDI      | 4-in-lijn    | 140 pk       | 320 Nm       | voor         | 1600 kg      | 10,4 s       | 207 km/h     | 2005 - 2008  |
| 2.7 TDI      | V6           | 180 pk       | 380 Nm       | voor         | 1800 kg      | 9,0 s        | 222 km/h     | 2007 - 2008  |
| 3.0 TDI      | V6           | 233 pk       | 450 Nm       | quattro      | 1790 kg      | 7,3 s        | 242 km/h     | 2005 - 2008  |

## Vierde generatie (B8)

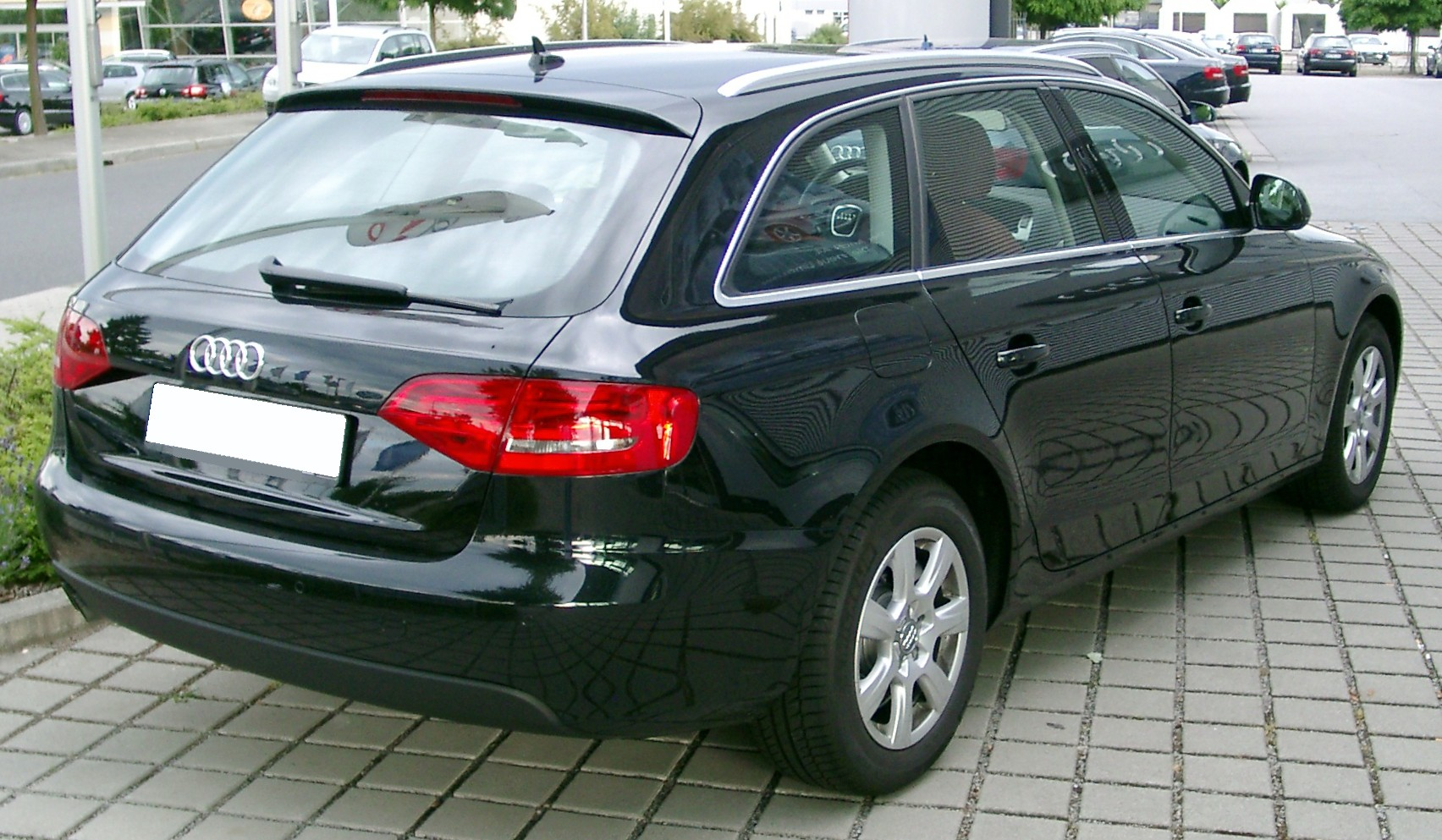
Audi A4 B8 Avant

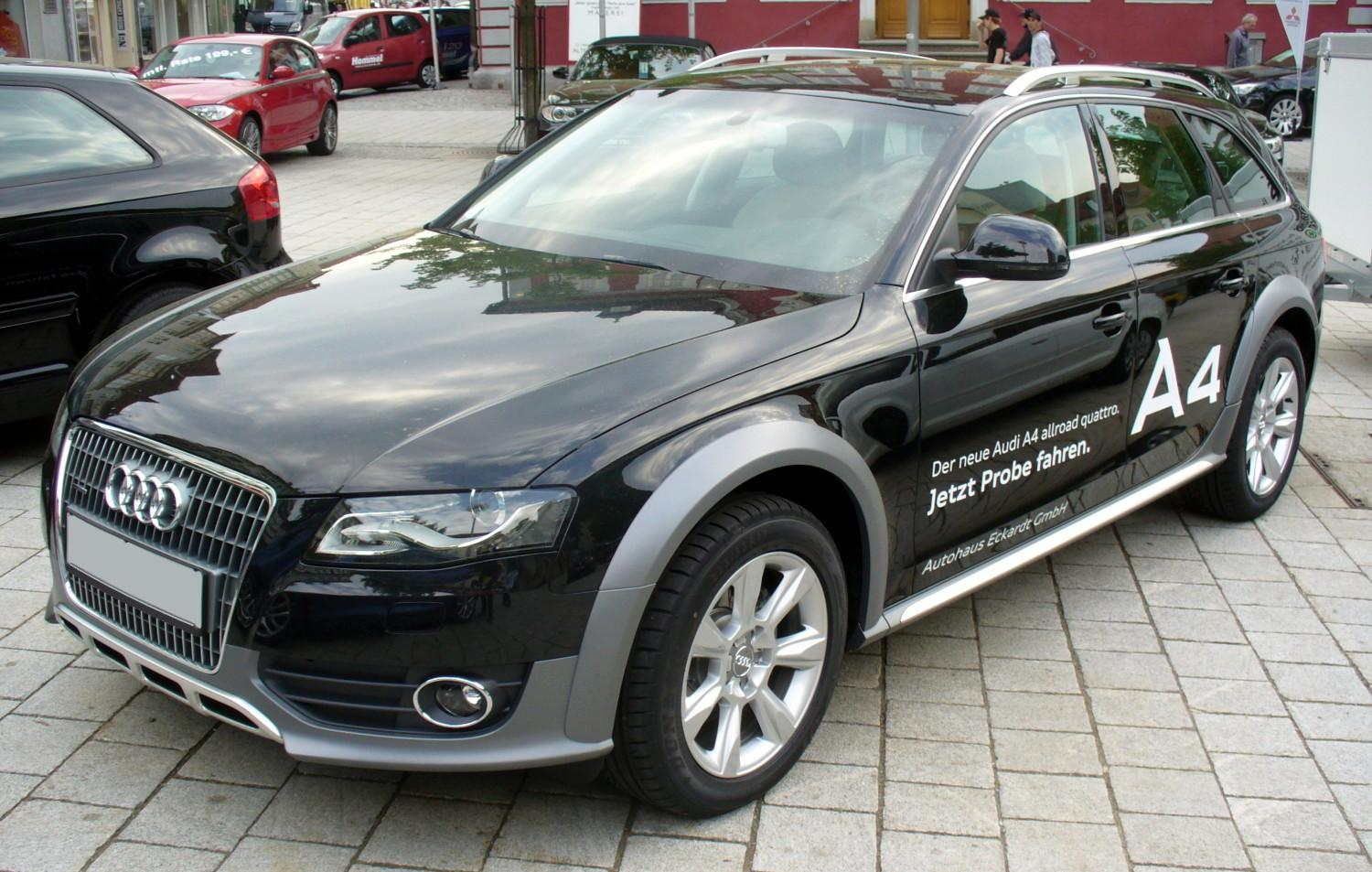
Audi A4 Allroad Quattro

In september 2007 werd op de IAA in Frankfurt officieel de geheel nieuwe Audi A4 B8 Limousine onthuld. De A4 B8 Limousine werd in december 2007 leverbaar, de Avant verscheen in mei 2008. Een volgende cabrioletversie van de A4 kwam er niet. In plaats daarvan wordt er een cabriolet op basis van de A5 gemaakt. Het uiterlijk werd helemaal nieuw ontworpen door Walter de'Silva die eerder al de A5 en Q7 ontwierp. Net als bij de andere recente modellen van Audi worden ook hier leds in de koplampen toegepast. Led-verlichting aan de achterkant volgde nog bij de introductie van de Avant. De ontwerpstijl van de nieuwe A4 is te vergelijken met die van de Audi A5.
De A4 B8 (interne fabriekscode Typ 8K) maakt gebruik van het nieuwe MLB-platform (Modulare Längsbaukasten of in het Engels 'MLP' Modular Longitudinal Platform) waar ook de Audi A5 en de Audi Q5 gebruik van maken. De motor is verder naar achteren verplaatst zodat deze zich dichter bij de vooras bevindt wat de gewichtsverdeling en daarmee het rijgedrag ten goede komt. De vorige A4 staat bekend om zijn zware neus waarbij de motor direct achter de radiator is geplaatst wat overmatig onderstuur kan veroorzaken. De nieuwe gewichtsverhouding ligt ongeveer op 55:45 (voor:achter). Tevens is de nieuwe A4 12 cm langer geworden met een totale lengte van 4,70 meter wat vooral in het voordeel van de achterpassagiers is.
De A4 B8 wordt standaard voor lichtere motoren geleverd met voorwielaandrijving. Voor zwaardere motoren is quattro-aandrijving standaard of optioneel. Voor de transmissie kan er gekozen worden uit een handgeschakelde zesbak, een zestraps Tiptronic automaat, of voor lichtere motoren met een trekkracht tot 400 Nm de Multitronic transmissie. Het motorprogramma bestaat uit FSI-benzinemotoren en TDI-dieselmotoren. De basisversie is een 1,8-liter turbo FSI met 120 pk gevolgd door de 160 pk versie. Daarna komt de nieuw ontwikkelde tweeliter turbo FSI met 179 of 211 pk die in loop van 2008 beschikbaar wordt. Het topmodel is de 3,2-liter V6 FSI-motor met Audi's ValveLift technologie (variabele kleplichthoogte) die 265 pk levert en standaard quattro vierwielaandrijving heeft. Het dieselaanbod bestaat uit drie TDI-motoren waaronder de nieuwe tweeliter TDI met common-rail techniek. De sterkste diesel is de drieliter TDI met 240 pk die eveneens standaard quattro-aandrijving heeft. Ook de afgeleide 2,7-liter V6 TDI-motor hier van is leverbaar met 190 pk. De nieuwe tweeliter viercilinder TDI levert vermogens van 120, 143 en 170 pk en vervangt de TDI met pompverstuiver techniek. Het basisblok bleef hetzelfde alleen de inspuiting werd vernieuwd voor een common-rail systeem. Deze is minder explosief dan de pompverstuiver en bouwt zijn vermogen gelijkmatiger op. Tevens is de motor schoner en stiller dan de pompverstuiver. De 120 en 170 pk versies werden in de loop van 2008 leverbaar.

### S4
In oktober 2008 werd op de Mondial de l'Automobile de Audi S4 B8 onthuld die in 2009 op de markt kwam. De nieuwe S4 heeft een nieuwe 3,0-liter V6 TFSI motor die voorzien is van een compressor. De motor heeft in de S4 een vermogen van 333 pk en werd al eerder in de facelift van de A6 C6 geïntroduceerd met 290 pk. De auto is standaard voorzien van quattro vierwielaandrijving en is optioneel leverbaar met een sportdifferentieel. De S4 komt zowel als Limousine als Avant beschikbaar.

### A4L
In november 2008 werd op de Guangzhou Motor Show de A4L voorgesteld, een verlengde versie van de A4 B8 speciaal voor de Chinese markt. De auto komt in navolging van de A6L die al eerder verscheen voor Chinese markt. De A4L is 60 mm langer dan de gewone A4 en zal beschikbaar worden met een 2.0 TFSI van 180 pk en een 3.2 FSI met 265 pk.

### A4 allroad
In februari 2009 werd de Audi A4 allroad quattro onthuld, een cross-over op basis van de A4 Avant. De auto was op de Autosalon van Genève in maart voor het eerst te zien voor het publiek.
De auto heeft dezelfde aanpassingen ondergaan als de A6 allroad wat betekent dat de A4 allroad een grotere bodemvrijheid (180 mm) met zowel voor als achter een 2 cm grotere spoorbreedte heeft gekregen, nieuwe bumpers en een grille met verchroomde spijlen heeft. Daarnaast heeft de auto standaard quattro vierwielaandrijving en Offroad Detection (ORD) wat onderdeel is van het ESP. Vooralsnog zijn er drie motoren leverbaar in de A4 allroad; de 2.0 TFSI benzinemotor en de 2.0 TDI en 3.0 TDI dieselmotoren.

### Facelift 2012
Voor het modeljaar 2012 werd de A4 lichtjes gefacelift. Er werd gebruikgemaakt van nieuwe LED-technologie voor de voor- en achterlichten. Er kwamen ook een aantal nieuwe velgen en kleuren beschikbaar, zoals "maneschijnblauw" en de nieuwe standaard 16" aluminium velgen. Ook werd het motorengamma opgefrist. In het interieur zijn de grootste verschillen de nieuwe stuurwielen en de makkelijkere bediening van de navigatie en de zetelverwarming.

### Gegevens
De gegevens van de basisuitvoeringen:
Benzine
| A4 Sedan      | A4 Sedan  | A4 Sedan | A4 Sedan | A4 Sedan       | A4 Sedan         | A4 Sedan    | A4 Sedan       | A4 Sedan    |
| Type          | Motor     | Vermogen | Koppel   | Aandrijving    | Gewicht          | 0-100 km/u  | Topsnelheid    | Jaartal     |
| ------------- | --------- | -------- | -------- | -------------- | ---------------- | ----------- | -------------- | ----------- |
| 1.8 TFSI      | 4-in-lijn | 120 pk   | 230 Nm   | voor           | 1.440 kg         | 10,5 s      | 208 km/u       | 2008 - 2011 |
| 1.8 TFSI      | 4-in-lijn | 120 pk   | 230 Nm   | voor           | 1.405 kg         | 10,5 s      | 208 km/u       | 2008 - 2011 |
| 1.8 TFSI      | 4-in-lijn | 160 pk   | 250 Nm   | voor / quattro | 1.410 / 1510 kg  | 8,6 / 8,6 s | 225 / 225 km/u | 2007 - 2011 |
| 1.8 TFSI      | 4-in-lijn | 170 pk   | 320 Nm   | voor / quattro | 1.405 / 1480kg   | 8,1 / 7,9 s | 230 / 229 km/u | 2011 - 2015 |
| 2.0 TFSI      | 4-in-lijn | 180 pk   | 320 Nm   | voor           | 1.430 kg         | 7,9 s       | 236 km/u       | 2008 - 2011 |
| 2.0 TFSI      | 4-in-lijn | 211 pk   | 350 Nm   | voor / quattro | 1.435 / 1.520 kg | 6,9 / 6,6 s | 250 / 246 km/u | 2008 - 2011 |
| 2.0 TFSI      | 4-in-lijn | 211 pk   | 350 Nm   | voor / quattro | 1.425 / 1.505 kg | 6,9 / 6,5 s | 250 / 246 km/u | 2012 - 2013 |
| 2.0 TFSI      | 4-in-lijn | 225 pk   | 350 Nm   | voor / quattro | 1.425 / 1.710 kg | 6,8 / 6,2 s | 250 / 240 km/u | 2013 - 2015 |
| 3.2 FSI       | V6        | 265 pk   | 330 Nm   | voor / quattro | 1.530 / 1.610 kg | 6,5 / 6,4 s | 250 km/u       | 2008 - 2011 |
| 3.0 TFSI      | V6 SC     | 272 pk   | 400 Nm   | quattro        | 1.640 kg         | 5,5 s       | 250 km/u       | 2012 - 2015 |
| 3.0 TFSI (S4) | V6 SC     | 333 pk   | 440 Nm   | quattro        | 1.650 kg         | 5,1 s       | 250 km/u       | 2011 - 2015 |

| A4 Avant      | A4 Avant  | A4 Avant | A4 Avant | A4 Avant       | A4 Avant         | A4 Avant    | A4 Avant       | A4 Avant    |
| Type          | Motor     | Vermogen | Koppel   | Aandrijving    | Gewicht          | 0-100 km/u  | Topsnelheid    | Jaartal     |
| ------------- | --------- | -------- | -------- | -------------- | ---------------- | ----------- | -------------- | ----------- |
| 1.8 TFSI      | 4-in-lijn | 120 pk   | 230 Nm   | voor           | 1.470 kg         | 10,8 s      | 200 km/u       | 2008 - 2014 |
| 1.8 TFSI      | 4-in-lijn | 160 pk   | 250 Nm   | voor / quattro | 1.470 / 1560 kg  | 8,9 / 8,9 s | 218 / 219 km/u | 2008 - 2011 |
| 1.8 TFSI      | 4-in-lijn | 170 pk   | 320 Nm   | voor / quattro | 1.465 / 1535kg   | 8,3 / 8,1 s | 222 / 220 km/u | 2011 - 2015 |
| 2.0 TFSI      | 4-in-lijn | 180 pk   | 320 Nm   | voor           | 1.490 kg         | 8,1 s       | 228 km/u       | 2008 - 2011 |
| 2.0 TFSI      | 4-in-lijn | 211 pk   | 350 Nm   | voor / quattro | 1.495 / 1.565 kg | 7,1 / 6,7 s | 242 / 238 km/u | 2008 - 2011 |
| 2.0 TFSI      | 4-in-lijn | 211 pk   | 350 Nm   | voor / quattro | 1.480 / 1.550 kg | 7,1 / 6,6 s | 242 / 238 km/u | 2012 - 2013 |
| 2.0 TFSI      | 4-in-lijn | 225 pk   | 350 Nm   | voor / quattro | 1.480 / 1.550 kg | 6,8 / 7,2 s | 245 / 240 km/u | 2013 - 2015 |
| 3.2 FSI       | V6        | 265 pk   | 330 Nm   | voor / quattro | 1.590 / 1.630 kg | 6,6 / 6,4 s | 250 / 250 km/u | 2008 - 2011 |
| 3.0 TFSI      | V6 SC     | 272 pk   | 400 Nm   | quattro        | 1.690 kg         | 6,1 s       | 250 km/u       | 2012 - 2015 |
| 3.0 TFSI (S4) | V6 SC     | 333 pk   | 440 Nm   | quattro        | 1.705 kg         | 5,2 s       | 250 km/u       | 2009 - 2011 |
| 3.0 TFSI (S4) | V6 SC     | 333 pk   | 440 Nm   | quattro        | 1.725 kg         | 5,1 s       | 250 km/u       | 2011 - 2015 |
| 4.2 FSI (RS4) | V8        | 450 pk   | 430 Nm   | quattro        | 1.770 kg         | 4,7 s       | 250 km/u       | 2012 - 2015 |

Bio-ethanol
| A4 Sedan | A4 Sedan  | A4 Sedan | A4 Sedan | A4 Sedan       | A4 Sedan        | A4 Sedan    | A4 Sedan       | A4 Sedan    |
| Type     | Motor     | Vermogen | Koppel   | Aandrijving    | Gewicht         | 0-100 km/u  | Topsnelheid    | Jaartal     |
| -------- | --------- | -------- | -------- | -------------- | --------------- | ----------- | -------------- | ----------- |
| 2.0 TFSI | 4-in-lijn | 180 pk   | 320 Nm   | voor / quattro | 1.430 / 1530 kg | 7,9 / 7,7 s | 236 / 232 km/u | 2010 - 2011 |
| 2.0 TFSI | 4-in-lijn | 180 pk   | 320 Nm   | voor / quattro | 1.405 / 1505 kg | 7,9 / 7,7 s | 236 / 232 km/u | 2012 - 2015 |

| A4 Avant | A4 Avant  | A4 Avant | A4 Avant | A4 Avant       | A4 Avant        | A4 Avant    | A4 Avant       | A4 Avant    |
| Type     | Motor     | Vermogen | Koppel   | Aandrijving    | Gewicht         | 0-100 km/u  | Topsnelheid    | Jaartal     |
| -------- | --------- | -------- | -------- | -------------- | --------------- | ----------- | -------------- | ----------- |
| 2.0 TFSI | 4-in-lijn | 180 pk   | 320 Nm   | voor / quattro | 1.495 / 1575 kg | 8,1 / 7,9 s | 228 / 224 km/u | 2010 - 2011 |
| 2.0 TFSI | 4-in-lijn | 180 pk   | 320 Nm   | voor / quattro | 1.475 / 1550 kg | 8,1 / 7,9 s | 228 / 224 km/u | 2012 - 2015 |

Diesel
| A4 Sedan | A4 Sedan  | A4 Sedan | A4 Sedan | A4 Sedan       | A4 Sedan         | A4 Sedan    | A4 Sedan       | A4 Sedan    |
| Type     | Motor     | Vermogen | Koppel   | Aandrijving    | Gewicht          | 0-100 km/u  | Topsnelheid    | Jaartal     |
| -------- | --------- | -------- | -------- | -------------- | ---------------- | ----------- | -------------- | ----------- |
| 2.0 TDI  | 4-in-lijn | 120 pk   | 290 Nm   | voor           | 1.470 kg         | 10,7 s      | 205 km/u       | 2008 - 2011 |
| 2.0 TDI  | 4-in-lijn | 120 pk   | 290 Nm   | voor           | 1.460 kg         | 10,5 s      | 205 km/u       | 2012 - 2014 |
| 2.0 TDI  | 4-in-lijn | 136 pk   | 320 Nm   | voor           | 1.475 kg         | 9,5 s       | 215 km/u       | 2009 - 2011 |
| 2.0 TDI  | 4-in-lijn | 136 pk   | 320 Nm   | voor           | 1.475 kg         | 9,3 s       | 215 km/u       | 2012 - 2015 |
| 2.0 TDI  | 4-in-lijn | 143 pk   | 320 Nm   | voor / quattro | 1.465 / 1.560 kg | 9,4 / 9,3 s | 215 / 215 km/u | 2007 - 2011 |
| 2.0 TDI  | 4-in-lijn | 143 pk   | 320 Nm   | voor / quattro | 1.475 / 1.535 kg | 9,2 / 9,3 s | 215 / 215 km/u | 2011 - 2013 |
| 2.0 TDI  | 4-in-lijn | 150 pk   | 320 Nm   | voor / quattro | 1.455 / 1.535 kg | 9,2 / 9,3 s | 216 / 215 km/u | 2013 - 2015 |
| 2.0 TDI  | 4-in-lijn | 163 pk   | 380 Nm   | voor           | 1.455 kg         | 8,4 s       | 225 km/u       | 2011 - 2015 |
| 2.0 TDI  | 4-in-lijn | 170 pk   | 350 Nm   | voor / quattro | 1.460 / 1.560 kg | 8,3 / 8,3 s | 230 / 228 km/u | 2009 - 2011 |
| 2.0 TDI  | 4-in-lijn | 177 pk   | 380 Nm   | voor / quattro | 1.455 / 1.535 kg | 8,2 / 7,8 s | 230 / 228 km/u | 2011 - 2014 |
| 2.0 TDI  | 4-in-lijn | 190 pk   | 400 Nm   | voor / quattro | 1.515 / 1.590 kg | 7,7 / 7,4 s | 240 / 235 km/u | 2014 - 2015 |
| 2.7 TDI  | V6        | 190 pk   | 400 Nm   | voor           | 1.620 kg         | 7,9 s       | 239 km/u       | 2007 - 2011 |
| 3.0 TDI  | V6        | 204 pk   | 400 Nm   | voor           | 1.550 kg         | 7,7 s       | 244 km/u       | 2011 - 2015 |
| 3.0 TDI  | V6        | 240 pk   | 500 Nm   | quattro        | 1.655 kg         | 6,1 s       | 250 km/u       | 2007 - 2011 |
| 3.0 TDI  | V6        | 240 pk   | 500 Nm   | quattro        | 1.730 kg         | 6,2 s       | 250 km/u       | 2010 - 2011 |
| 3.0 TDI  | V6        | 245 pk   | 500 Nm   | quattro        | 1.615 kg         | 6,1 s       | 250 km/u       | 2011 - 2014 |
| 3.0 TDI  | V6        | 245 pk   | 500 Nm   | quattro        | 1.695 kg         | 5,9 s       | 250 km/u       | 2012 - 2015 |

| A4 Avant | A4 Avant  | A4 Avant | A4 Avant | A4 Avant       | A4 Avant         | A4 Avant    | A4 Avant       | A4 Avant    |
| Type     | Motor     | Vermogen | Koppel   | Aandrijving    | Gewicht          | 0-100 km/u  | Topsnelheid    | Jaartal     |
| -------- | --------- | -------- | -------- | -------------- | ---------------- | ----------- | -------------- | ----------- |
| 2.0 TDI  | 4-in-lijn | 120 pk   | 290 Nm   | voor           | 1.530 kg         | 11,2 s      | 197 km/u       | 2008 - 2011 |
| 2.0 TDI  | 4-in-lijn | 120 pk   | 290 Nm   | voor           | 1.515 kg         | 10,9 s      | 197 km/u       | 2012 - 2014 |
| 2.0 TDI  | 4-in-lijn | 136 pk   | 320 Nm   | voor           | 1.535 kg         | 9,7 s       | 208 km/u       | 2009 - 2011 |
| 2.0 TDI  | 4-in-lijn | 136 pk   | 320 Nm   | voor           | 1.535 kg         | 9,6 s       | 208 km/u       | 2011 - 2015 |
| 2.0 TDI  | 4-in-lijn | 143 pk   | 320 Nm   | voor / quattro | 1.525 / 1.600 kg | 9,7 / 9,6 s | 208 / 207 km/u | 2008 - 2011 |
| 2.0 TDI  | 4-in-lijn | 143 pk   | 320 Nm   | voor / quattro | 1.510 / 1.575 kg | 9,5 / 9,6 s | 208 / 207 km/u | 2011 - 2013 |
| 2.0 TDI  | 4-in-lijn | 150 pk   | 320 Nm   | voor / quattro | 1.510 / 1.575 kg | 9,5 / 9,6 s | 208 / 207 km/u | 2013 - 2015 |
| 2.0 TDI  | 4-in-lijn | 163 pk   | 380 Nm   | voor           | 1.510 kg         | 8,7 s       | 216 km/u       | 2011 - 2015 |
| 2.0 TDI  | 4-in-lijn | 170 pk   | 350 Nm   | voor / quattro | 1.525 / 1.600 kg | 8,7 / 8,6 s | 222 / 220 km/u | 2008 - 2011 |
| 2.0 TDI  | 4-in-lijn | 177 pk   | 380 Nm   | voor / quattro | 1.510 / 1.575 kg | 8,4 / 7,9 s | 222 / 222 km/u | 2011 - 2014 |
| 2.0 TDI  | 4-in-lijn | 190 pk   | 400 Nm   | voor / quattro | 1.570 / 1.620 kg | 7,9 / 7,6 s | 232 / 229 km/u | 2014 - 2015 |
| 2.7 TDI  | V6        | 190 pk   | 400 Nm   | voor           | 1.620 kg         | 8,3 s       | 230 km/u       | 2008 - 2011 |
| 3.0 TDI  | V6        | 204 pk   | 400 Nm   | voor           | 1.595 kg         | 7,9 s       | 235 km/u       | 2011 - 2015 |
| 3.0 TDI  | V6        | 240 pk   | 500 Nm   | quattro        | 1.695 kg         | 6,3 s       | 250 km/u       | 2007 - 2011 |
| 3.0 TDI  | V6        | 240 pk   | 500 Nm   | quattro        | 1.770 kg         | 6,3 s       | 250 km/u       | 2010 - 2011 |
| 3.0 TDI  | V6        | 245 pk   | 500 Nm   | quattro        | 1.655 kg         | 6,3 s       | 250 km/u       | 2011 - 2014 |
| 3.0 TDI  | V6        | 245 pk   | 500 Nm   | quattro        | 1.740 kg         | 6,1 s       | 250 km/u       | 2012 - 2015 |

## Vijfde generatie (B9)

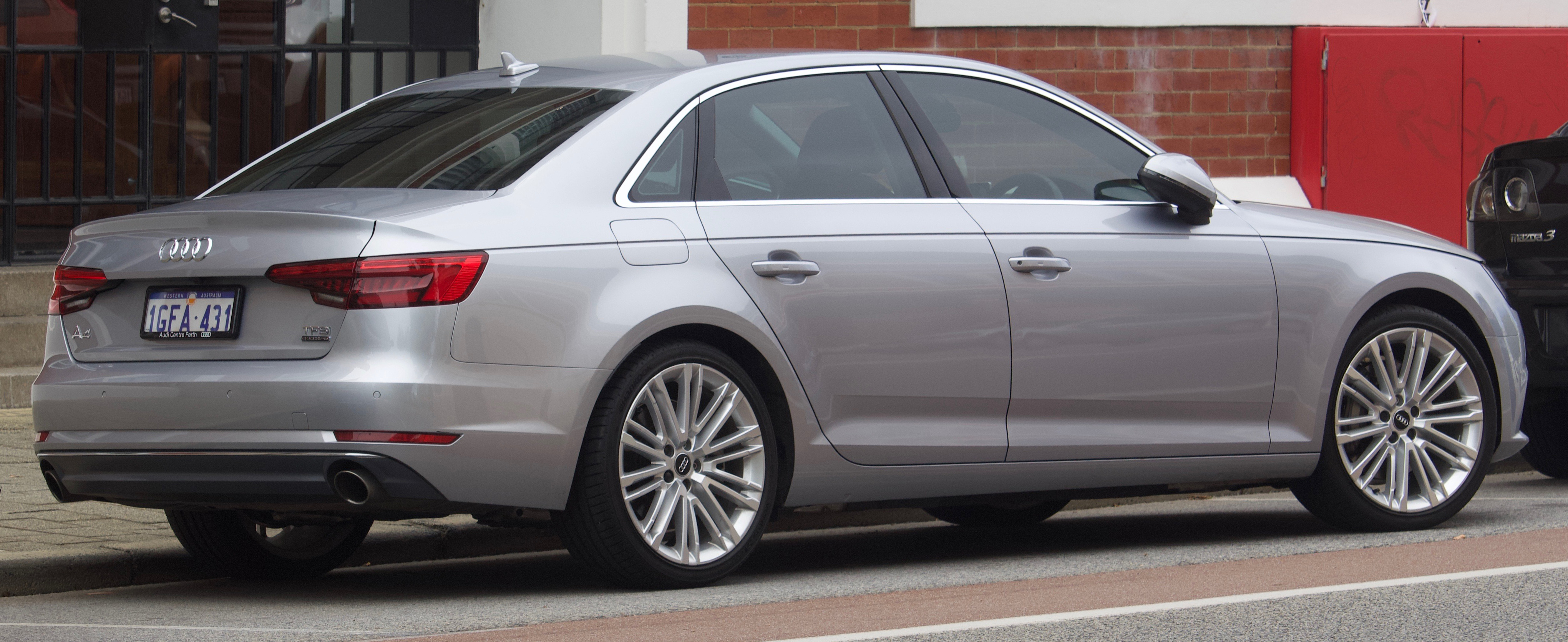
Audi A4 Sedan B9

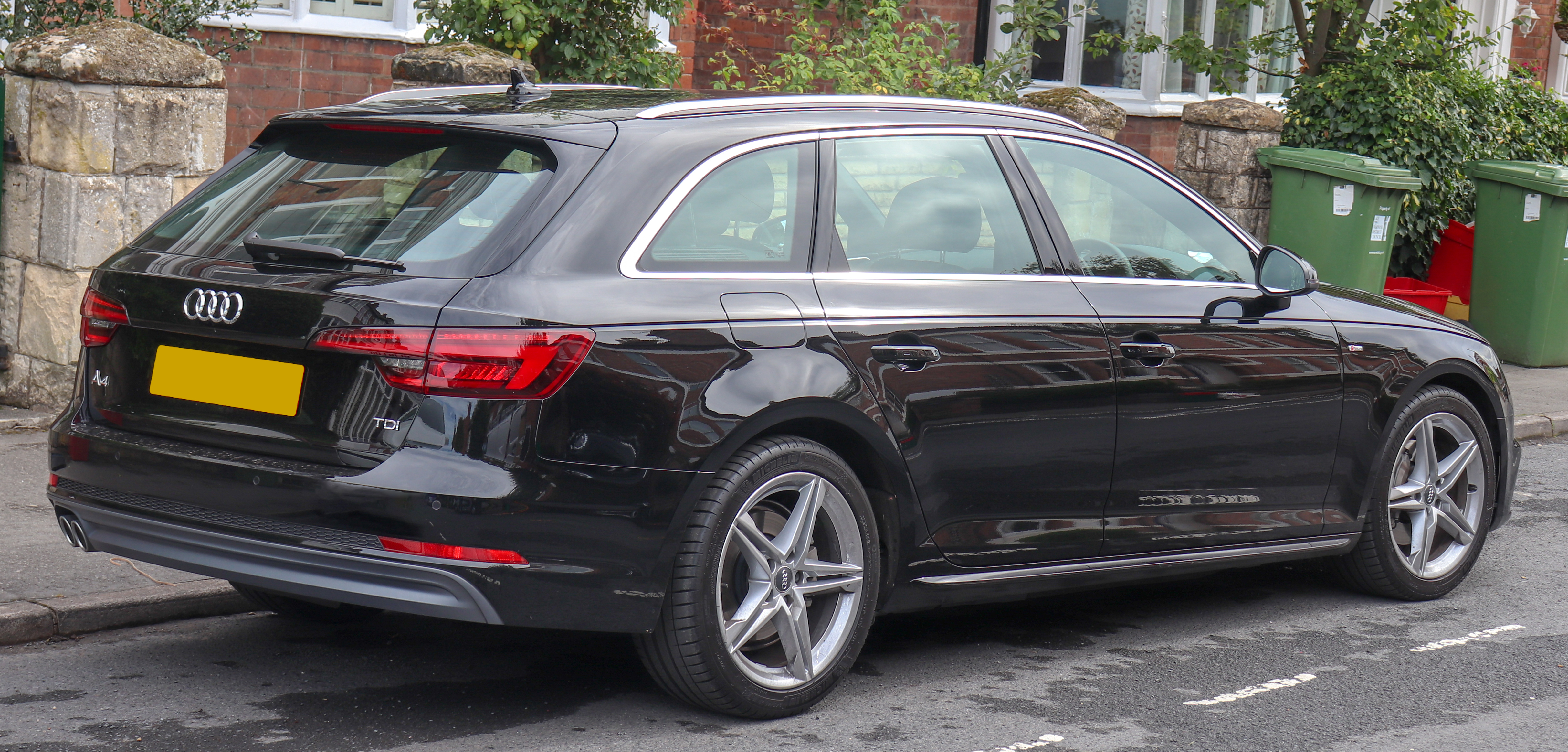
Audi A4 Avant B9

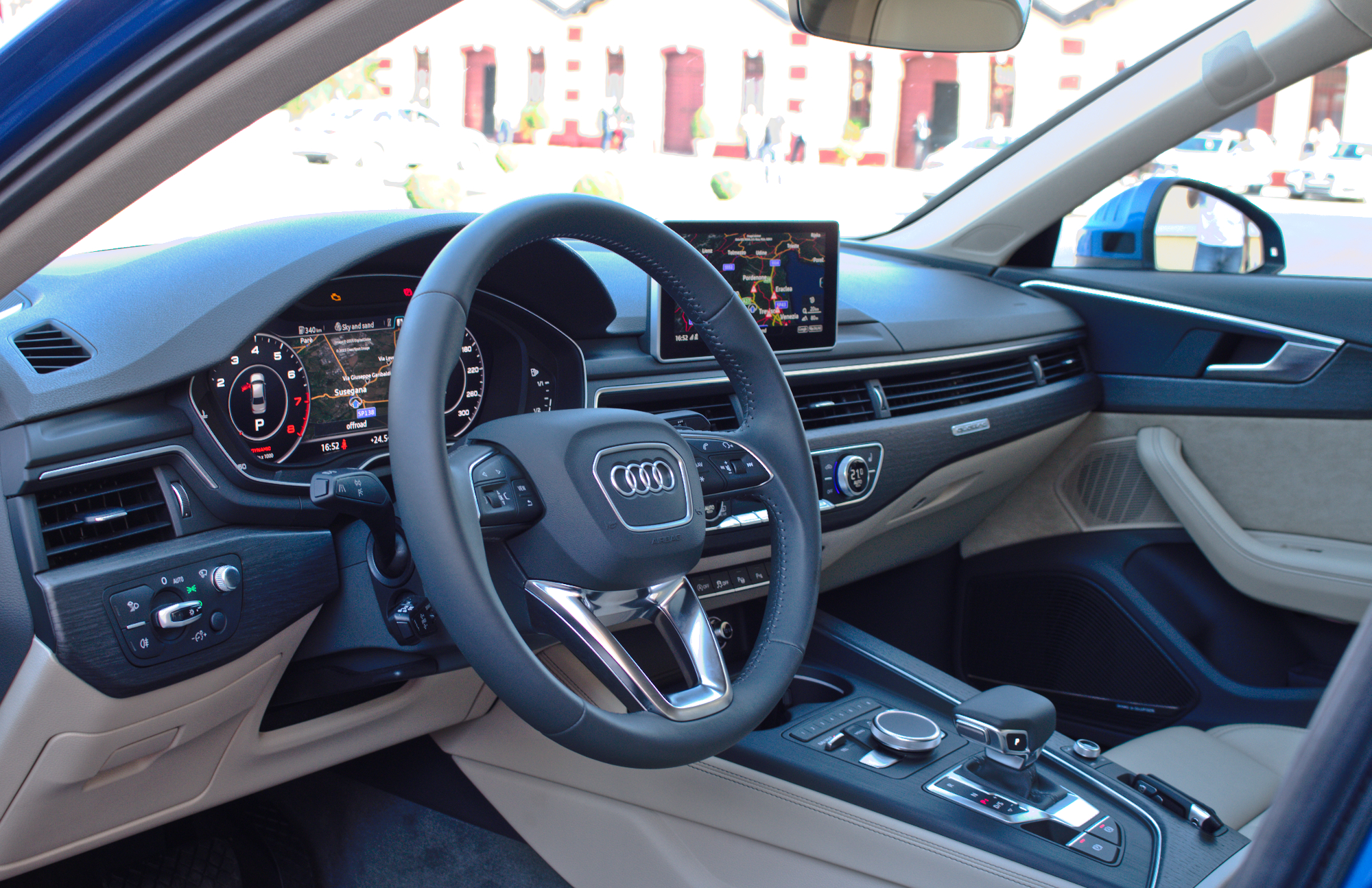
Audi A4 interieur B9

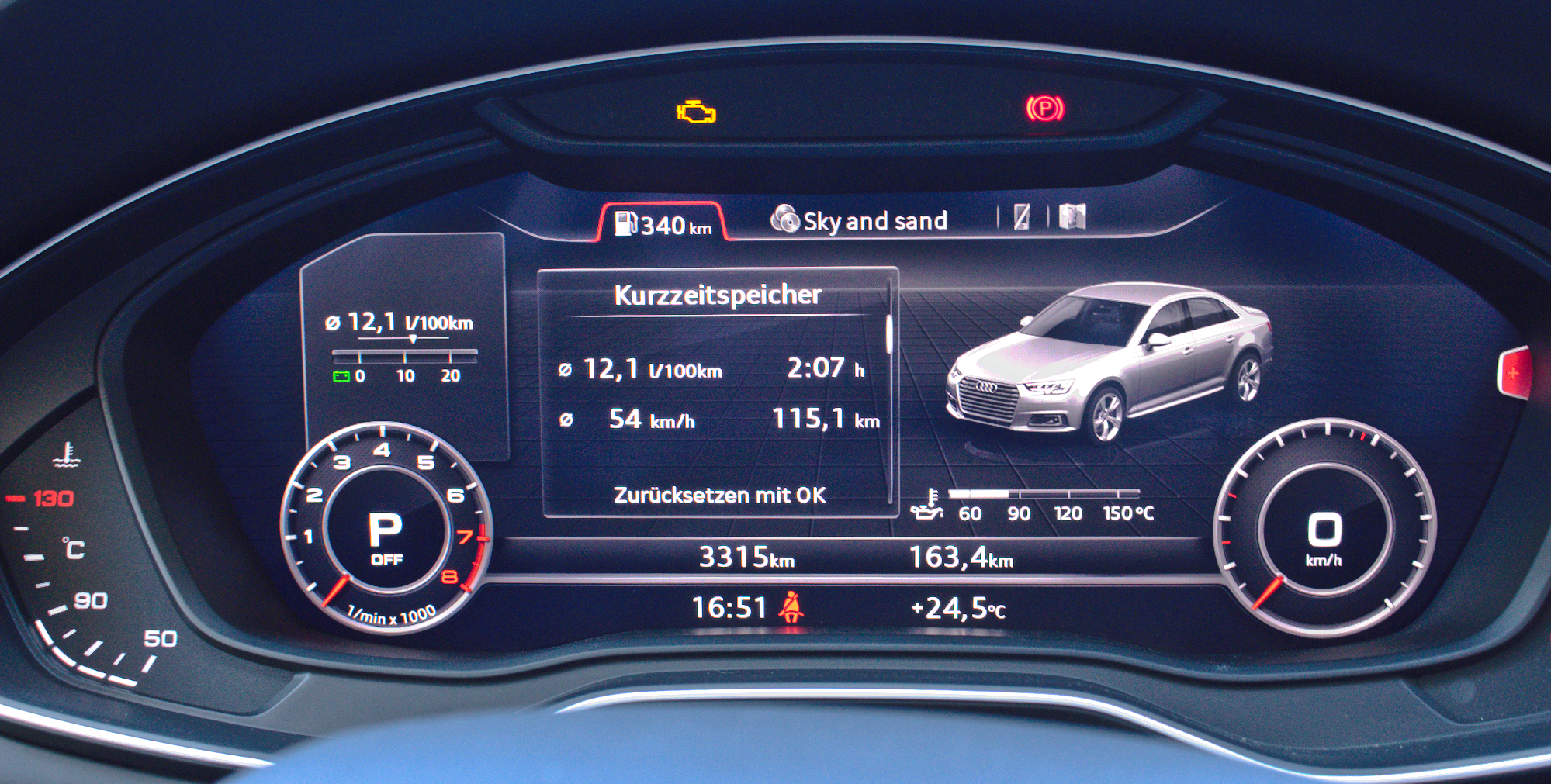
Audi A4 virituele cockpit B9

De nieuwe generatie Audi A4 werd op 29 juni 2015 onthuld. Hij werd iets groter en lichter, tot 120 kg. Uiterlijk wijs is er een voorzichtige evolutie doorgevoerd, de grille werd wat breder en hoekiger en de auto heeft strakkere lijnen. Ook heeft de A4 nieuwe Audi Matrix LED verlichting (optioneel).
De A4 B9 staat op het nieuwe MLB platform, wat voor een lager gewicht zorgt. Er is veel gedaan om de auto zo stil mogelijk te maken, Audi zegt zelf dat dit de stilste auto is in zijn klasse. Opnieuw wordt de auto bij de lichtere motoren door de voorwielen aangedreven. De instapbenzine is de 1.4 TFSI met 150 pk en de instapdiesel is de 2.0 TDI met eveneens 150, of 122 pk. De 2.0 TFSI is in twee versies verkrijgbaar, met 190 en 252 pk. Die laatste heeft optioneel quattro vierwielaandrijving. De 2.0 TDI met 190 pk en 3.0 TDI met 218 pk zijn ook optioneel leverbaar met quattro, terwijl de sterkste motoruitvoering, de 3.0 TDI met 272 pk, standaard vierwielaandrijving heeft.
In het interieur zijn de veranderingen groter dan bij het exterieur. Het dashboard werd overzichtelijker ingedeeld en nieuwe infotainmentsystemen zijn beschikbaar gemaakt voor de A4. De optionele Audi virtual cockpit, eerder geïntroduceerd in de Audi TT, die de traditionele klokken vervangt door een 12,3 inch groot scherm waar alles wordt weergegeven, tot navigatie aan toe.

### S4
De S4 sedan werd in september 2015 gepresenteerd, de S4 Avant volgde in februari 2016. De S4 heeft een nieuwe 3.0 V6 TFSI, met twinscroll turbo in plaats van mechanische compressor. Hij beschikt standaard over quattro vierwielaandrijving en een achttraps Tiptronic transmissie. De sedan gaat in 4,7 seconden naar de 100, de Avant heeft daar 4,9 seconden voor nodig.

### RS4
Op de IAA Frankfurt 2017 werd de nieuwe generatie RS4 gepresenteerd. Deze heeft dezelfde 2,9 liter twinturbo V6 als de RS5. De RS4 is opnieuw alleen als Avant beschikbaar en gaat dankzij 450 pk en quattro in 4,1 seconden naar de 100 km/u.

### A4 allroad
In januari 2016 volgde de stoerdere A4 allroad, die werd gepresenteerd in Detroit. Deze auto is gebaseerd op de A4 Avant, maar heeft extra plastic rond de wielkasten en staat hoger op zijn poten (3,4 centimeter). Ook heeft hij een ander quattrosysteem, dat onder normale omstandigheden de kracht naar de voorwielen stuurt maar als het nodig is naar alle vier de wielen overschakelt. De auto onderscheidt zich verder van de Avant door andere grillebumpers. Er is één benzinemotor leverbaar, de tweeliter met 252 pk. Het dieselaanbod is hetzelfde als bij de normale A4, maar de zwakste 2.0 TDI levert hierin 163 pk in plaats van 150 pk.

### Update
In 2018 kreeg de A4 een kleine update, die op het uiterlijk van invloed is. De A4 kreeg iets andere bumpers voor en achter en heeft voortaan op alle motoriseringen dezelfde, trapeziumvormige uitlaten. Daarnaast kwam er een S Line Competition pakket, die de A4 RS4-achtige details meegeeft. Ook veranderde de aanduiding van de motorisering, deze wordt nu met getallen aangeduid.

### Facelift
In mei 2019 werd de eigenlijke facelift van de B9-serie gepresenteerd, waarbij naast de voor- en achterbumpers ook het design van de koplampen en achterlichten werd gewijzigd. Ook de zijlijn is opnieuw getekend en tussen de overgang van de motorkap naar de radiatorgrille is nu een sleuf zichtbaar, die moet doen denken aan de Audi Sport quattro uit de jaren 80. Bij de facelift zijn led-koplampen en -achterlichten nu standaard, optioneel kunnen ze worden aangevuld met de "dynamische richtingaanwijzers" of worden opgewaardeerd met de Matrix-led-functie.
Motorisch zijn er ook wijzigingen doorgevoerd. Alle motoren zijn nu voorzien van een partikelfilter, de diesels zijn ook uitgevoerd een SCR-katalysator.
Als topmodel van de S-serie in de B9 werd in mei 2019 de S4 TDI met V6-dieselmotor voor de Europese markt gepresenteerd. De 3 liter motor heeft een vermogen van 255 kW (347 pk), biedt 700 Nm koppel en beschikt over een 48 V elektrisch systeem waarmee onder meer een compressor elektronisch wordt aangedreven.
Alle motoren, met uitzondering van de S4 TDI, hebben een 12 volt mild hybridesysteem met een riemaangedreven startgenerator en lithium-ion-accu. Het systeem wordt onder meer gebruikt in de zeilmodus van de automatische transmissies en voor het start- en stopsysteem.
In het interieur werd het op het dashboard gemonteerde TFT-scherm vervangen door een standaard 10,1-inch touchscreen. Omdat het nieuwe scherm wordt bediend met de touch-functie, is de draai- en drukknop in de middenconsole niet meer nodig. De resolutie van het 12,3-inch Audi virtual cockpit- instrumentenpaneel is verhoogd tot 1920 × 720 pixels en het infotainmentsysteem is gebaseerd op de derde generatie van de "modulaire infotainmentkit" MIB3. Met de modelupdate kan infotainmentapparatuur ook getest en gehuurd worden via een abonnement, of volledig worden geactiveerd. Audi noemt dit "functies op aanvraag", hierbij kunnen onder andere extra functies van de verlichting of navigatie/infotainmentsysteem worden gehuurd of aangeschaft.

### Gegevens
De gegevens van de basisuitvoeringen:
Benzine
| A4 Sedan      | A4 Sedan  | A4 Sedan | A4 Sedan | A4 Sedan       | A4 Sedan        | A4 Sedan    | A4 Sedan       | A4 Sedan    |
| Type          | Motor     | Vermogen | Koppel   | Aandrijving    | Gewicht         | 0-100 km/u  | Topsnelheid    | Jaartal     |
| ------------- | --------- | -------- | -------- | -------------- | --------------- | ----------- | -------------- | ----------- |
| 1.4 TFSI      | 4-in-lijn | 150 pk   | 250 Nm   | voor           | 1.295 kg        | 8,7 s       | 210 km/u       | 2015 - 2018 |
| 2.0 TFSI      | 4-in-lijn | 190 pk   | 320 Nm   | voor           | 1.355 kg        | 7,2 s       | 240km/u        | 2015 - 2018 |
| 2.0 TFSI      | 4-in-lijn | 252 pk   | 370 Nm   | voor / quattro | 1.405 / 1485 kg | 6,3 / 5,8 s | 250 / 250 km/u | 2015 - 2018 |
| 3.0 TFSI (S4) | V6        | 354 pk   | 500 Nm   | quattro        | 1.605 kg        | 4,7 s       | 250 km/u       | 2016 - 2018 |

| A4 Avant       | A4 Avant  | A4 Avant | A4 Avant | A4 Avant       | A4 Avant        | A4 Avant    | A4 Avant       | A4 Avant    |
| Type           | Motor     | Vermogen | Koppel   | Aandrijving    | Gewicht         | 0-100 km/u  | Topsnelheid    | Jaartal     |
| -------------- | --------- | -------- | -------- | -------------- | --------------- | ----------- | -------------- | ----------- |
| 1.4 TFSI       | 4-in-lijn | 150 pk   | 250 Nm   | voor           | 1.345 kg        | 9,0 s       | 210 km/u       | 2016 - 2018 |
| 2.0 TFSI       | 4-in-lijn | 190 pk   | 320 Nm   | voor           | 1.405 kg        | 7,5 s       | 236 km/u       | 2016 - 2018 |
| 2.0 TFSI       | 4-in-lijn | 252 pk   | 370 Nm   | voor / quattro | 1.475 / 1485 kg | 6,0 / 6,0 s | 250 / 250 km/u | 2015 - 2018 |
| 3.0 TFSI (S4)  | V6        | 354 pk   | 500 Nm   | quattro        | 1.650 kg        | 4,9 s       | 250 km/u       | 2016 - 2018 |
| 2.9 TFSI (RS4) | V6        | 450 pk   | 600 Nm   | quattro        | 1.705 kg        | 4,1 s       | 250 km/u       | 2017 - 2018 |

Aardgas
| A4 Avant        | A4 Avant  | A4 Avant | A4 Avant | A4 Avant    | A4 Avant | A4 Avant   | A4 Avant    | A4 Avant    |
| Type            | Motor     | Vermogen | Koppel   | Aandrijving | Gewicht  | 0-100 km/u | Topsnelheid | Jaartal     |
| --------------- | --------- | -------- | -------- | ----------- | -------- | ---------- | ----------- | ----------- |
| 2.0 TFSI g-tron | 4-in-lijn | 170 pk   | 270 Nm   | voor        | 1535 kg  | 8,5 s      | 223 km/u    | 2017 - 2018 |

Diesel
| A4 Sedan | A4 Sedan  | A4 Sedan | A4 Sedan | A4 Sedan       | A4 Sedan        | A4 Sedan    | A4 Sedan       | A4 Sedan    |
| Type     | Motor     | Vermogen | Koppel   | Aandrijving    | Gewicht         | 0-100 km/u  | Topsnelheid    | Jaartal     |
| -------- | --------- | -------- | -------- | -------------- | --------------- | ----------- | -------------- | ----------- |
| 2.0 TDI  | 4-in-lijn | 122 pk   | 270 Nm   | voor           | 1.405 kg        | 10,5 s      | 205 km/u       | 2016 - 2018 |
| 2.0 TDI  | 4-in-lijn | 150 pk   | 320 Nm   | voor           | 1.405 kg        | 8,9 s       | 210 km/u       | 2015 - 2018 |
| 2.0 TDI  | 4-in-lijn | 150 pk   | 320 Nm   | voor / quattro | 1.405 / 1515 kg | 8,9 / 8,8 s | 221 / 219 km/u | 2015 - 2018 |
| 2.0 TDI  | 4-in-lijn | 190 pk   | 400 Nm   | voor           | 1.405 kg        | 7,7 s       | 210 km/u       | 2015 - 2018 |
| 2.0 TDI  | 4-in-lijn | 190 pk   | 400 Nm   | voor / quattro | 1.425 / 1.550   | 7,7 / 7,2 s | 240 / 235km/u  | 2015 - 2018 |
| 3.0 TDI  | V6        | 218 pk   | 400 Nm   | voor / quattro | 1.515 / 1595 kg | 6,6 / 6,3 s | 250 / 250 km/u | 2015 - 2018 |
| 3.0 TDI  | V6        | 272 pk   | 600 Nm   | quattro        | 1.635 kg        | 5,3 s       | 250 km/u       | 2015 - 2018 |

| A4 Avant | A4 Avant  | A4 Avant | A4 Avant | A4 Avant       | A4 Avant        | A4 Avant    | A4 Avant       | A4 Avant    |
| Type     | Motor     | Vermogen | Koppel   | Aandrijving    | Gewicht         | 0-100 km/u  | Topsnelheid    | Jaartal     |
| -------- | --------- | -------- | -------- | -------------- | --------------- | ----------- | -------------- | ----------- |
| 2.0 TDI  | 4-in-lijn | 122 pk   | 270 Nm   | voor           | 1.455 kg        | 10,9 s      | 200 km/u       | 2016 - 2018 |
| 2.0 TDI  | 4-in-lijn | 150 pk   | 320 Nm   | voor           | 1.455 kg        | 9,2 s       | 210 km/u       | 2015 - 2018 |
| 2.0 TDI  | 4-in-lijn | 150 pk   | 320 Nm   | voor           | 1.455 kg        | 9,2 s       | 215 km/u       | 2015 - 2018 |
| 2.0 TDI  | 4-in-lijn | 190 pk   | 400 Nm   | voor           | 1.455 kg        | 7,9 s       | 210 km/u       | 2015 - 2018 |
| 2.0 TDI  | 4-in-lijn | 190 pk   | 400 Nm   | voor / quattro | 1.490 / 1.590   | 7,9 / 7,4 s | 235 / 230 km/u | 2015 - 2018 |
| 3.0 TDI  | V6        | 218 pk   | 400 Nm   | voor / quattro | 1.570 / 1635 kg | 6,7 / 6,4 s | 250 / 245 km/u | 2015 - 2018 |
| 3.0 TDI  | V6        | 272 pk   | 600 Nm   | quattro        | 1.670 kg        | 5,4 s       | 250 km/u       | 2015 - 2018 |

Gegevens vanaf modeljaar 2019
Benzine:
| A4 Limousine | A4 Limousine | A4 Limousine | A4 Limousine | A4 Limousine | A4 Limousine   | A4 Limousine   | A4 Limousine | A4 Limousine   | A4 Limousine | A4 Limousine |
| Aanduiding   | Type         | Motor        | Vermogen     | Koppel       | Aandrijving    | Gewicht        | 0-100 km/u   | Topsnelheid    | Jaartal      |              |
| ------------ | ------------ | ------------ | ------------ | ------------ | -------------- | -------------- | ------------ | -------------- | ------------ | ------------ |
| 35 TFSI      | 2.0 TFSI     | 4-in-lijn    | 150 pk       | 270 Nm       | voor           | 1385 kg        | 8,6 s        | 224 km/u       | 2018 - 2019  |              |
| 35 TFSI      | 2.0 TFSI     | 4-in-lijn    | 150 pk       | 270 Nm       | voor           | 1415 kg        | 8,9 s        | 225 km/u       | 2019 - 2020  |              |
| 35 TFSI      | 2.0 TFSI     | 4-in-lijn    | 150 pk       | 270 Nm       | voor           | 1445 kg        | 8,9 s        | 210 km/u       | 2019 - heden |              |
| 40 TFSI      | 2.0 TFSI     | 4-in-lijn    | 190 pk       | 320 Nm       | voor           | 1395 kg        | 7,2 s        | 241 km/u       | 2018 - 2019  |              |
| 40 TFSI      | 2.0 TFSI     | 4-in-lijn    | 190 pk       | 320 Nm       | voor           | 1430 kg        | 7,3 s        | 241 km/u       | 2019 - 2020  |              |
| 40 TFSI      | 2.0 TFSI     | 4-in-lijn    | 204 pk       | 320 Nm       | voor / quattro | 1460 /1535 kg  | 7,1 / 6,7 s  | 210 km/u       | 2020 - heden |              |
| 45 TFSI      | 2.0 TFSI     | 4-in-lijn    | 245 pk       | 370 Nm       | voor / quattro | 1445 / 1515 kg | 6,3 / 5,8 s  | 250 / 250 km/u | 2019 - 2019  |              |
| 45 TFSI      | 2.0 TFSI     | 4-in-lijn    | 245 pk       | 370 Nm       | quattro        | 1520 kg        | 5,8 s        | 250 km/u       | 2019 - 2020  |              |
| 45 TFSI      | 2.0 TFSI     | 4-in-lijn    | 265 pk       | 370 Nm       | quattro        | 1545 kg        | 5,5 s        | 250 km/u       | 2020 - heden |              |

| A4 Avant             | A4 Avant | A4 Avant  | A4 Avant | A4 Avant | A4 Avant       | A4 Avant       | A4 Avant    | A4 Avant       | A4 Avant     | A4 Avant |
| Aanduiding           | Type     | Motor     | Vermogen | Koppel   | Aandrijving    | Gewicht        | 0-100 km/u  | Topsnelheid    | Jaartal      |          |
| -------------------- | -------- | --------- | -------- | -------- | -------------- | -------------- | ----------- | -------------- | ------------ | -------- |
| 35 TFSI              | 2.0 TFSI | 4-in-lijn | 150 pk   | 270 Nm   | voor           | 1440 kg        | 8,9 s       | 219 km/u       | 2018 - 2019  |          |
| 35 TFSI              | 2.0 TFSI | 4-in-lijn | 150 pk   | 270 Nm   | voor           | 1475 kg        | 9,2 s       | 220 km/u       | 2019 - 2020  |          |
| 35 TFSI              | 2.0 TFSI | 4-in-lijn | 150 pk   | 270 Nm   | voor           | 1490 kg        | 9,2 s       | 210 km/u       | 2020 - heden |          |
| 40 TFSI              | 2.0 TFSI | 4-in-lijn | 190 pk   | 320 Nm   | voor           | 1450 kg        | 7,5 s       | 236 km/u       | 2019 - 2019  |          |
| 40 TFSI              | 2.0 TFSI | 4-in-lijn | 190 pk   | 320 Nm   | voor           | 1485 kg        | 7,5 s       | 238 km/u       | 2019 -2020   |          |
| 40 TFSI              | 2.0 TFSI | 4-in-lijn | 204 pk   | 320 Nm   | voor / quattro | 1510 / 1575 kg | 7,3 / 6,9 s | 210 km/u       | 2020 - heden |          |
| 45 TFSI              | 2.0 TFSI | 4-in-lijn | 245 pk   | 370 Nm   | voor / quattro | 1500 / 1560 kg | 6,5 / 6,0 s | 250 / 250 km/u | 2019 - 2019  |          |
| 45 TFSI              | 2.0 TFSI | 4-in-lijn | 245 pk   | 370 Nm   | quattro        | 1565 kg        | 6,0 s       | 250 km/u       | 2019 - 2020  |          |
| 45 TFSI              | 2.0 TFSI | 4-in-lijn | 265 pk   | 370 Nm   | quattro        | 1585 kg        | 5,8 s       | 250 km/u       | 2020 - heden |          |
| RS4                  | 2.9 TFSI | V6        | 450 pk   | 600 Nm   | quattro        | 1.730 kg       | 4,1 s       | 250 km/u       | 2019 - heden |          |
| RS4 Competition Plus | 2.9 TFSI | V6        | 450 pk   | 600 Nm   | quattro        | 1.730 kg       | 3,9 s       | 290 km/u       | 2022 - heden |          |

Diesel:
| A4 Limousine | A4 Limousine | A4 Limousine | A4 Limousine | A4 Limousine | A4 Limousine   | A4 Limousine   | A4 Limousine | A4 Limousine   | A4 Limousine | A4 Limousine |
| Aanduiding   | Type         | Motor        | Vermogen     | Koppel       | Aandrijving    | Gewicht        | 0-100 km/u   | Topsnelheid    | Jaartal      |              |
| ------------ | ------------ | ------------ | ------------ | ------------ | -------------- | -------------- | ------------ | -------------- | ------------ | ------------ |
| 30 TDI       | 2.0 TDI      | 4-in-lijn    | 122 pk       | 270 Nm       | voor           | 1440 kg        | 10,6 s       | 204 km/u       | 2019 - 2019  |              |
| 35 TDI       | 2.0 TDI      | 4-in-lijn    | 150 pk       | 320 Nm       | voor           | 1440 kg        | 8,9 s        | 219 km/u       | 2019 - 2019  |              |
| 35 TDI       | 2.0 TDI      | 4-in-lijn    | 163 pk       | 380 Nm       | voor           | 1470 kg        | 8,2 s        | 228 km/u       | 2019 - 2022  |              |
| 40 TDI       | 2.0 TDI      | 4-in-lijn    | 190 pk       | 400 Nm       | voor / quattro | 1455 / 1550 kg | 7,7 / 7,4 s  | 241 / 235 km/u | 2019 - 2019  |              |
| 40 TDI       | 2.0 TDI      | 4-in-lijn    | 190 pk       | 400 Nm       | voor           | 1565 kg        | 7,7 s        | 241 km/u       | 2019 - 2022  |              |
| 45 TDI       | 3.0 TDI      | V6           | 231 pk       | 500 Nm       | quattro        | 1665 kg        | 6,0 s        | 250 km/u       | 2019 - 2019  |              |
| 45 TDI       | 3.0 TDI      | V6           | 231 pk       | 500 Nm       | quattro        | 1665 kg        | 6,0 s        | 250 km/u       | 2019 - 2020  |              |
| 50 TDI       | 3.0 TDI      | V6           | 286 pk       | 620 Nm       | quattro        | 1665 kg        | 5,2 s        | 250 km/u       | 2019 - 2019  |              |
| S4           | 3.0 TDI      | V6           | 347 pk       | 700 Nm       | quattro        | 1755 kg        | 4,8 s        | 250 km/u       | 2019 - 2022  |              |

| A4 Avant   | A4 Avant | A4 Avant  | A4 Avant | A4 Avant | A4 Avant       | A4 Avant       | A4 Avant    | A4 Avant       | A4 Avant    | A4 Avant |
| Aanduiding | Type     | Motor     | Vermogen | Koppel   | Aandrijving    | Gewicht        | 0-100 km/u  | Topsnelheid    | Jaartal     |          |
| ---------- | -------- | --------- | -------- | -------- | -------------- | -------------- | ----------- | -------------- | ----------- | -------- |
| 30 TDI     | 2.0 TDI  | 4-in-lijn | 122 pk   | 270 Nm   | voor           | 1495 kg        | 11,0 s      | 198 km/u       | 2018 - 2019 |          |
| 30 TDI     | 2.0 TDI  | 4-in-lijn | 136 pk   | 320 Nm   | voor           | 1435 kg        | 9,8 s       | 211 km/u       | 2019 - 2019 |          |
| 35 TDI     | 2.0 TDI  | 4-in-lijn | 150 pk   | 320 Nm   | voor           | 1495 kg        | 9,2 s       | 213 km/u       | 2018 - 2019 |          |
| 35 TDI     | 2.0 TDI  | 4-in-lijn | 163 pk   | 380 Nm   | voor           | 1515 kg        | 8,5 s       | 223 km/u       | 2019 - 2022 |          |
| 40 TDI     | 2.0 TDI  | 4-in-lijn | 190 pk   | 400 Nm   | voor / quattro | 1505 / 1590 kg | 7,9 / 7,6 s | 231 / 230 km/u | 2018 - 2019 |          |
| 40 TDI     | 2.0 TDI  | 4-in-lijn | 190 pk   | 400 Nm   | voor           | 1515 kg        | 7,9 s       | 231 km/u       | 2019 - 2022 |          |
| 45 TDI     | 3.0 TDI  | V6        | 231 pk   | 500 Nm   | quattro        | 1705 kg        | 6,1 s       | 249 km/u       | 2019 - 2019 |          |
| 45 TDI     | 3.0 TDI  | V6        | 231 pk   | 500 Nm   | quattro        | 1705 kg        | 6,1 s       | 249 km/u       | 2019 - 2020 |          |
| 50 TDI     | 3.0 TDI  | V6        | 286 pk   | 620 Nm   | quattro        | 1705 kg        | 5,3 s       | 250 km/u       | 2019 - 2019 |          |
| S4         | 3.0 TDI  | V6        | 347 pk   | 700 Nm   | quattro        | 1795 kg        | 4,9 s       | 250 km/u       | 2019 - 2022 |          |